# Liste des pilotes de Formule 1 ayant marqué des points en championnat du monde, classés par pays
| Mise à jour après le Grand Prix automobile de Hongrie 2025 Les contributeurs qui souhaitent établir les mises à jour sont priés de le faire complètement et non partiellement pour garantir la justesse des données de cette page. |

Cet article rassemble la liste des pilotes de Formule 1 ayant marqué des points en championnat du monde, classés par pays d'origine, avec la période où les points ont été marqués.

## Évolution de l'attribution des points au cours du temps
| Rang                                          | 1950-1959 | 1960     | 1961-1990 | 1991-2002 | 2003-2009 | 2010-2013 | 2014                              | 2015-2018 | 2019-2020                              | 2021                                   | 2022                                   | 2025                                |
| --------------------------------------------- | --------- | -------- | --------- | --------- | --------- | --------- | --------------------------------- | --------- | -------------------------------------- | -------------------------------------- | -------------------------------------- | ----------------------------------- |
| 1er                                           | 8 points  | 8 points | 9 points  | 10 points | 10 points | 25 points | 25 points 50 points au dernier GP | 25 points | 25 points                              | 25 points                              | 25 points                              | 25 points                           |
| 2e                                            | 6 points  | 6 points | 6 points  | 6 points  | 8 points  | 18 points | 18 points 36 points au dernier GP | 18 points | 18 points                              | 18 points                              | 18 points                              | 18 points                           |
| 3e                                            | 4 points  | 4 points | 4 points  | 4 points  | 6 points  | 15 points | 15 points 30 points au dernier GP | 15 points | 15 points                              | 15 points                              | 15 points                              | 15 points                           |
| 4e                                            | 3 points  | 3 points | 3 points  | 3 points  | 5 points  | 12 points | 12 points 24 points au dernier GP | 12 points | 12 points                              | 12 points                              | 12 points                              | 12 points                           |
| 5e                                            | 2 points  | 2 points | 2 points  | 2 points  | 4 points  | 10 points | 10 points 20 points au dernier GP | 10 points | 10 points                              | 10 points                              | 10 points                              | 10 points                           |
| 6e                                            | -         | 1 point  | 1 point   | 1 point   | 3 points  | 8 points  | 8 points 16 points au dernier GP  | 8 points  | 8 points                               | 8 points                               | 8 points                               | 8 points                            |
| 7e                                            | -         | -        | -         | -         | 2 points  | 6 points  | 6 points 12 points au dernier GP  | 6 points  | 6 points                               | 6 points                               | 6 points                               | 6 points                            |
| 8e                                            | -         | -        | -         | -         | 1 point   | 4 points  | 4 points 8 points au dernier GP   | 4 points  | 4 points                               | 4 points                               | 4 points                               | 4 points                            |
| 9e                                            | -         | -        | -         | -         | -         | 2 points  | 2 points 4 points au dernier GP   | 2 points  | 2 points                               | 2 points                               | 2 points                               | 2 points                            |
| 10e                                           | -         | -        | -         | -         | -         | 1 point   | 1 point 2 points au dernier GP    | 1 point   | 1 point                                | 1 point                                | 1 point                                | 1 point                             |
| Meilleur tour                                 | 1 point   | -        | -         | -         | -         | -         | -                                 | -         | 1 point si le pilote fini 10e ou mieux | 1 point si le pilote fini 10e ou mieux | 1 point si le pilote fini 10e ou mieux | -                                   |
| Qualifications Sprint (lors de 3 Grands Prix) | -         | -        | -         | -         | -         | -         | -                                 | -         | -                                      | de 3 à 1 points aux 3 premiers         |                                        |                                     |
| Sprint                                        | -         | -        | -         | -         | -         | -         | -                                 | -         | -                                      | -                                      | de 8 à 1 points pour les 8 premiers    | de 8 à 1 points pour les 8 premiers |

## Maximum de points pouvant être inscrit par un pilote au cours du temps
Un pilote remportant tous les Grands Prix du championnat du monde pourrait ainsi marquer : 
- 36 points de 1950 à 1953 (8 points de la victoire + 1 point du meilleur tour en course pour 4 Grands Prix retenus sur l'ensemble de la saison)
- 45 points de 1954 à 1957 (8 points de la victoire + 1 point du meilleur tour en course pour 5 Grands Prix retenus sur l'ensemble de la saison)
- 54 points en 1958 (8 points de la victoire + 1 point du meilleur tour en course pour 6 Grands Prix retenus sur l'ensemble de la saison)
- 45 points en 1959 (8 points de la victoire + 1 point du meilleur tour en course pour 5 Grands Prix retenus sur l'ensemble de la saison)
- 48 points en 1960 (8 points de la victoire pour 6 Grands Prix retenus sur l'ensemble de la saison)
- 45 points en 1961 et 1962 (9 points de la victoire pour 5 Grands Prix retenus sur l'ensemble de la saison)
- 54 points de 1963 à 1965 (9 points de la victoire pour 6 Grands Prix retenus sur l'ensemble de la saison)
- 45 points en 1966 (9 points de la victoire pour 5 Grands Prix retenus sur l'ensemble de la saison)
- 81 points en 1967 (9 points de la victoire pour 5 Grands Prix retenus sur les 6 premiers puis pour 4 Grands Prix retenus sur les 5 derniers)
- 90 points en 1968 (9 points de la victoire pour 5 Grands Prix retenus sur les 6 premiers puis pour 5 Grands Prix retenus sur les 6 derniers)
- 81 points en 1969 (9 points de la victoire pour 5 Grands Prix retenus sur les 6 premiers puis pour 4 Grands Prix retenus puis sur les 5 derniers)
- 108 points en 1970 (9 points de la victoire pour 6 Grands Prix retenus sur les 7 premiers puis pour 6 Grands Prix retenus sur les 7 derniers)
- 81 points en 1971 (9 points de la victoire pour 5 Grands Prix retenus sur les 6 premiers puis pour 4 Grands Prix retenus sur les 5 derniers)
- 90 points en 1972 (9 points de la victoire pour 5 Grands Prix retenus sur les 6 premiers puis pour 5 Grands Prix retenus sur les 6 derniers)
- 117 points en 1973 et 1974 (9 points de la victoire pour 7 Grands Prix retenus sur les 8 premiers puis pour 6 Grands Prix retenus sur les 7 derniers)
- 108 points en 1975 (9 points de la victoire pour 7 Grands Prix retenus sur les 8 premiers puis pour 5 Grands Prix retenus puis sur les 6 derniers)
- 126 points en 1976 (9 points de la victoire pour 7 Grands Prix retenus sur les 8 premiers puis pour 7 Grands Prix retenus sur les 8 derniers)
- 135 points en 1977 (9 points de la victoire pour 8 Grands Prix retenus sur les 9 premiers puis pour 7 Grands Prix retenus sur les 8 derniers)
- 126 points en 1978 (9 points de la victoire pour 7 Grands Prix retenus sur les 8 premiers puis pour 7 Grands Prix retenus sur les 8 derniers)
- 72 points en 1979 (9 points de la victoire pour 4 Grands Prix retenus sur les 7 premiers puis pour 4 Grands Prix retenus sur les 8 derniers)
- 90 points en 1980 (9 points de la victoire pour 5 Grands Prix retenus sur les 7 premiers puis pour 5 Grands Prix retenus sur les 7 derniers)
- 99 points de 1981 à 1990 (9 points de la victoire pour 11 Grands Prix retenus sur l'ensemble de la saison)
- 160 points de 1991 à 1994 (10 points de la victoire pour 16 Grands Prix dans la saison)
- 170 points en 1995 (10 points de la victoire pour 17 Grands Prix dans la saison)
- 160 points en 1996 (10 points de la victoire pour 16 Grands Prix dans la saison)
- 170 points en 1997 (10 points de la victoire pour 17 Grands Prix dans la saison)
- 160 points en 1998 et 1999 (10 points de la victoire pour 16 Grands Prix dans la saison)
- 170 points de 2000 à 2002 (10 points de la victoire pour 17 Grands Prix dans la saison)
- 160 points en 2003 (10 points de la victoire pour 16 Grands Prix dans la saison)
- 180 points en 2004 (10 points de la victoire pour 18 Grands Prix dans la saison)
- 190 points en 2005 (10 points de la victoire pour 19 Grands Prix dans la saison)
- 180 points en 2006 (10 points de la victoire pour 18 Grands Prix dans la saison)
- 170 points en 2007 (10 points de la victoire pour 17 Grands Prix dans la saison)
- 180 points en 2008 (10 points de la victoire pour 18 Grands Prix dans la saison)
- 170 points en 2009 (10 points de la victoire pour 17 Grands Prix dans la saison)
- 475 points en 2010 et 2011 (25 points de la victoire pour 19 Grands Prix dans la saison)
- 500 points en 2012 (25 points de la victoire pour 20 Grands Prix dans la saison)
- 475 points en 2013 (25 points de la victoire pour 19 Grands Prix dans la saison)
- 500 points en 2014 (25 points de la victoire pour 18 Grands Prix et 50 points de la victoire pour le 19e Grand Prix de la saison)
- 475 points en 2015 (25 points de la victoire pour 19 Grands Prix dans la saison)
- 525 points en 2016 (25 points de la victoire pour 21 Grands Prix dans la saison)
- 500 points en 2017 (25 points de la victoire pour 20 Grands Prix dans la saison)
- 525 points en 2018 (25 points de la victoire pour 21 Grands Prix dans la saison)
- 546 points en 2019 (25 points de la victoire + 1 point du meilleur tour en course pour 21 Grands Prix dans la saison)
- 442 points en 2020 (25 points de la victoire + 1 point du meilleur tour en course pour 17 Grands Prix dans la saison)
- 581 points en 2021 (25 points de la victoire + 1 point du meilleur tour en course pour 22 Grands Prix dans la saison + 3 points de la Qualification Sprint lors de 3 Grands Prix)
- 596 points en 2022 (25 points de la victoire + 1 point du meilleur tour en course pour 22 Grands Prix dans la saison + 8 points du Sprint lors de 3 Grands Prix)
- 620 points en 2023 (25 points de la victoire + 1 point du meilleur tour en course pour 22 Grands Prix dans la saison + 8 points du Sprint lors de 6 Grands Prix)
- 672 points en 2024 (25 points de la victoire + 1 point du meilleur tour en course pour 24 Grands Prix dans la saison + 8 points du Sprint lors de 6 Grands Prix)
- 648 points en 2024 (25 points de la victoire pour 24 Grands Prix dans la saison + 8 points du Sprint lors de 6 Grands Prix)

## Liste des pilotes
Les pilotes en activité sont indiqués par un « feu vert » .
Les pilotes champions du monde sont inscrits en vert.
Le symbole « † » indique que le pilote a trouvé la mort lors d'une course automobile ou lors d'un événement lié à une course.

### 

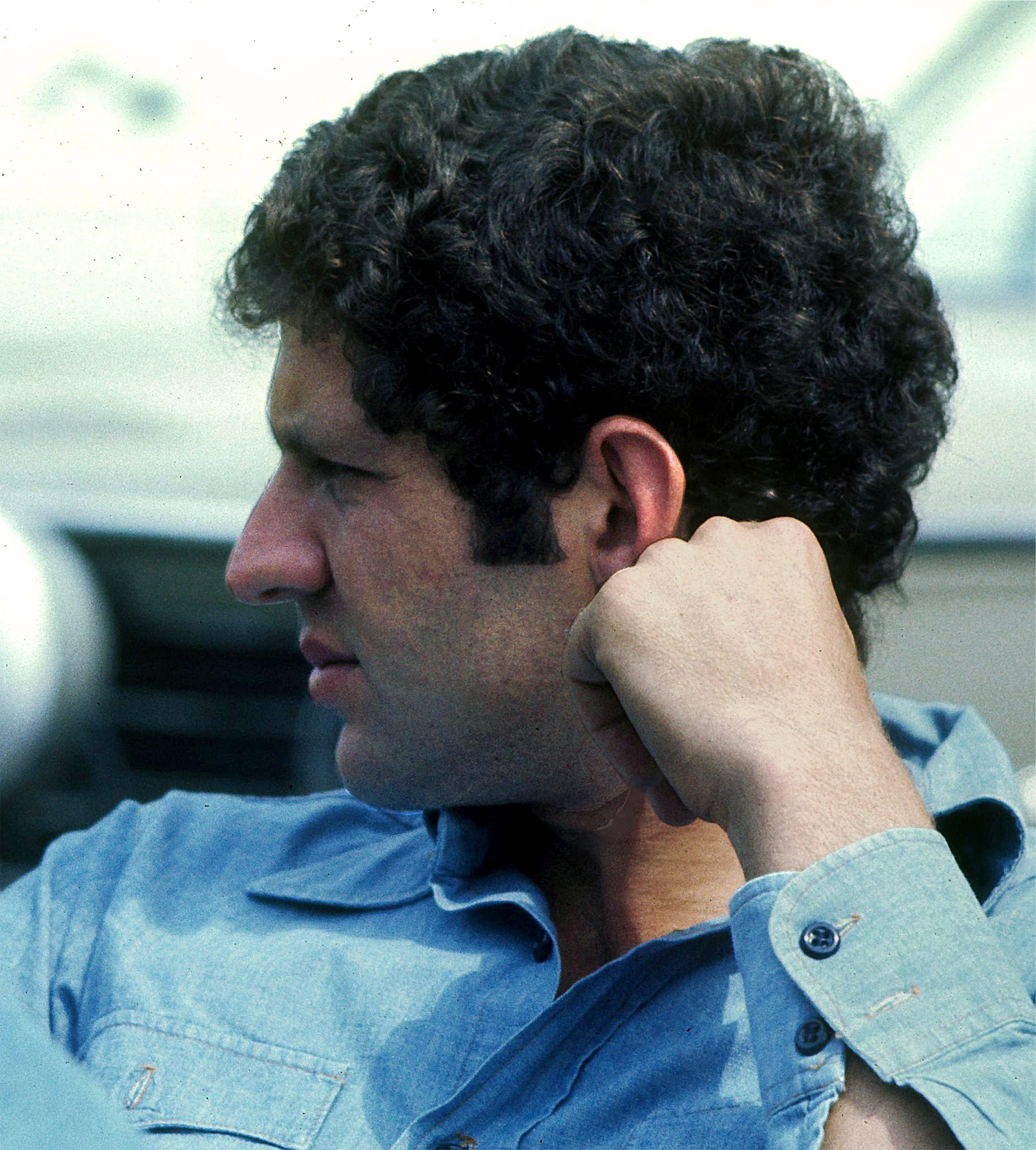
Jody Scheckter en 1976

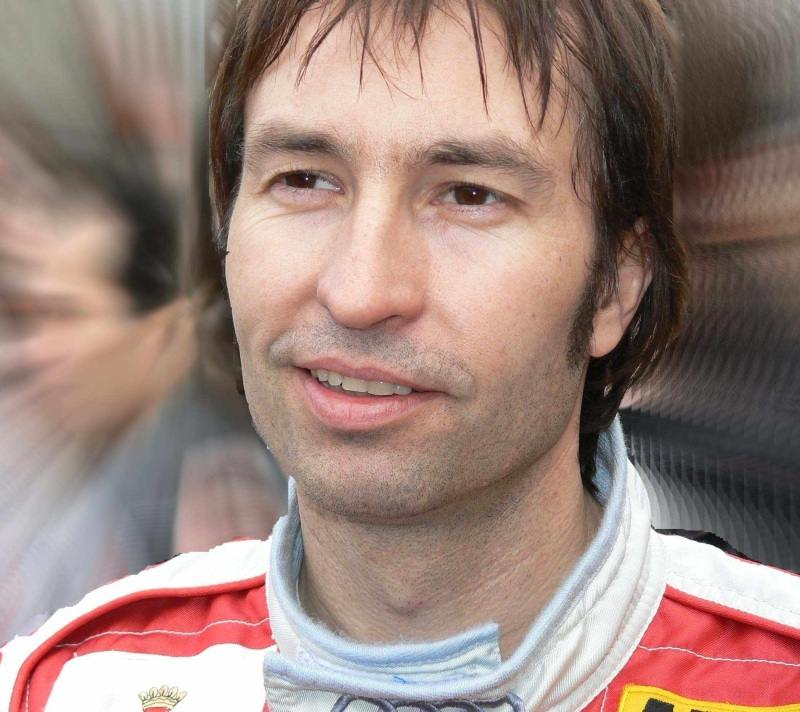
Heinz-Harald Frentzen en 2006

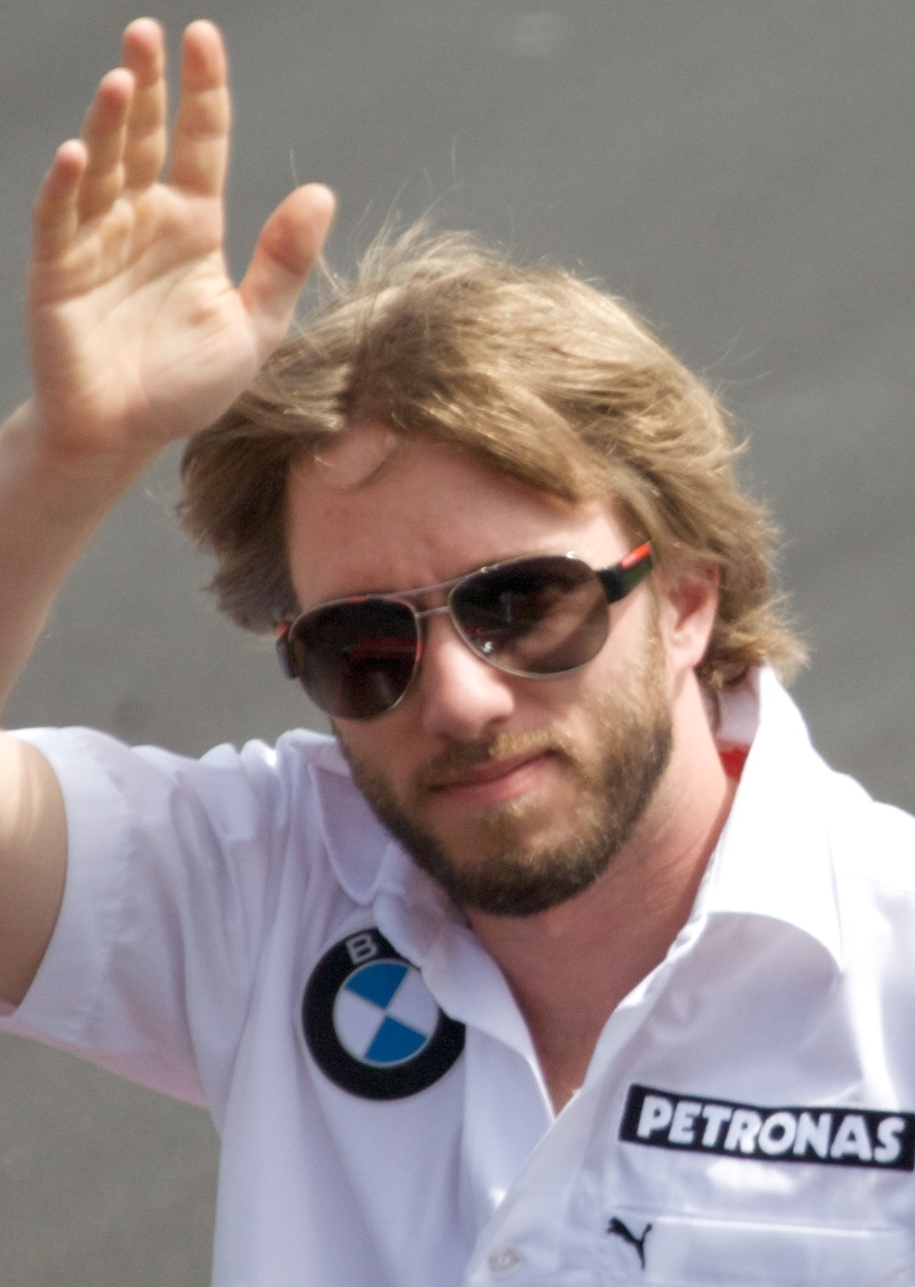
Nick Heidfeld en 2008

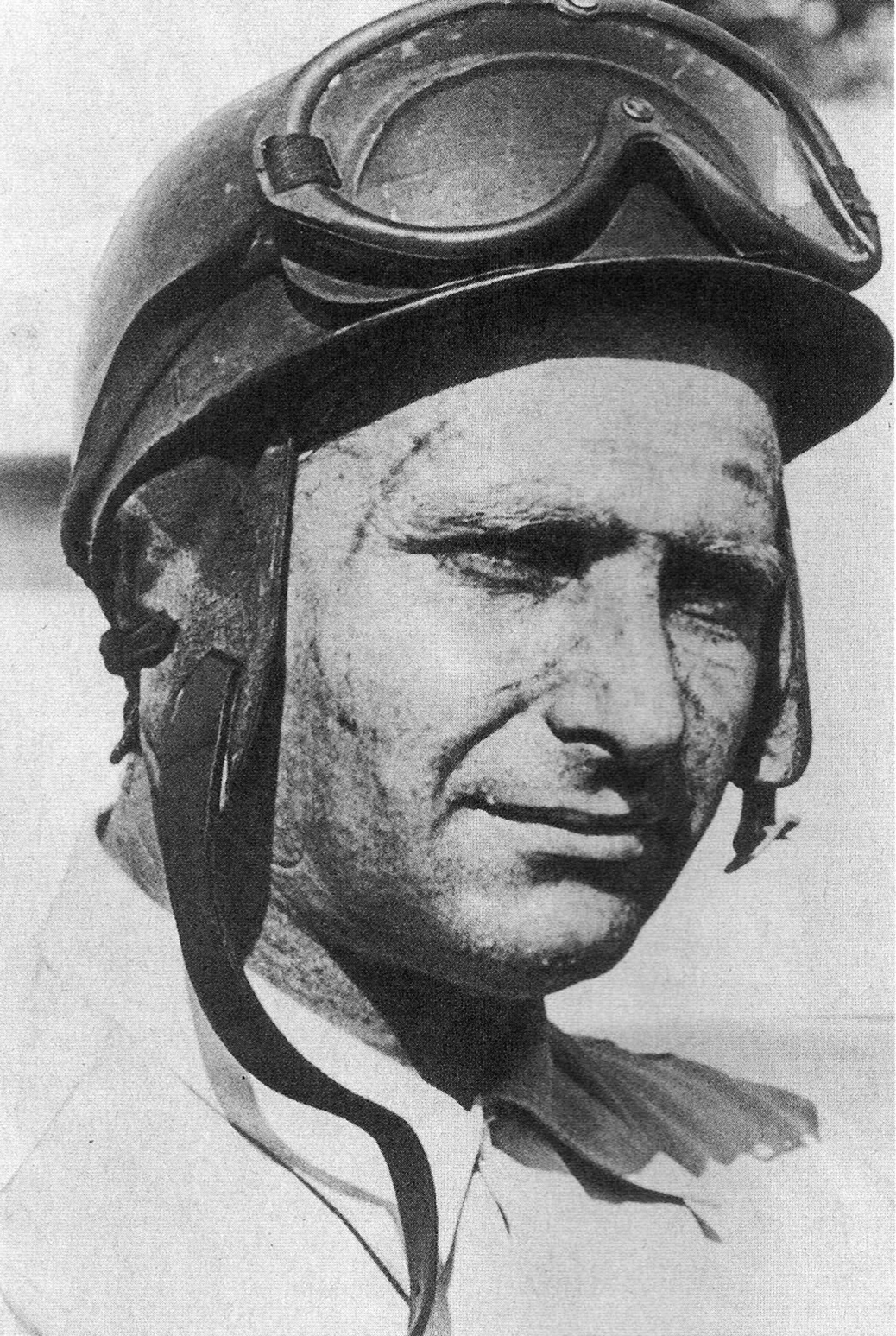
Juan Manuel Fangio en 1952

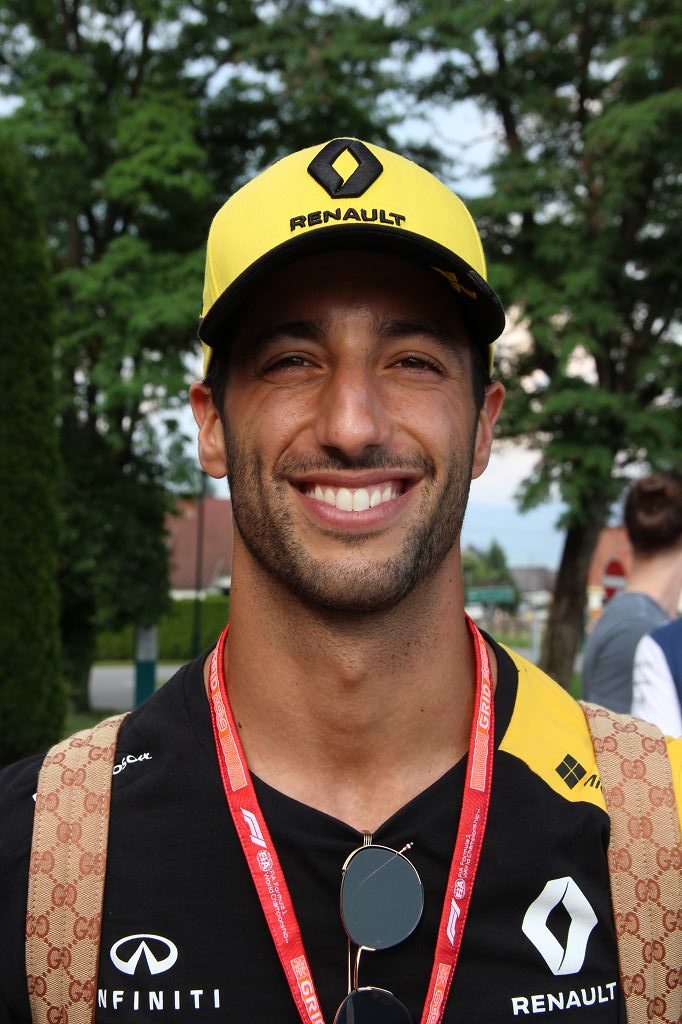
Daniel Ricciardo en 2019.

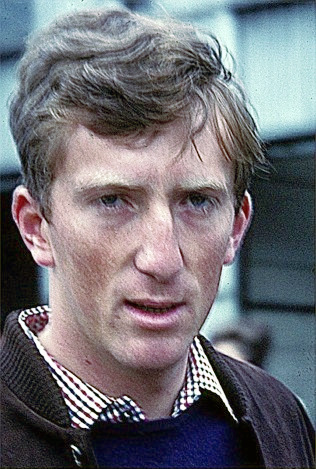
Jochen Rindt en 1968

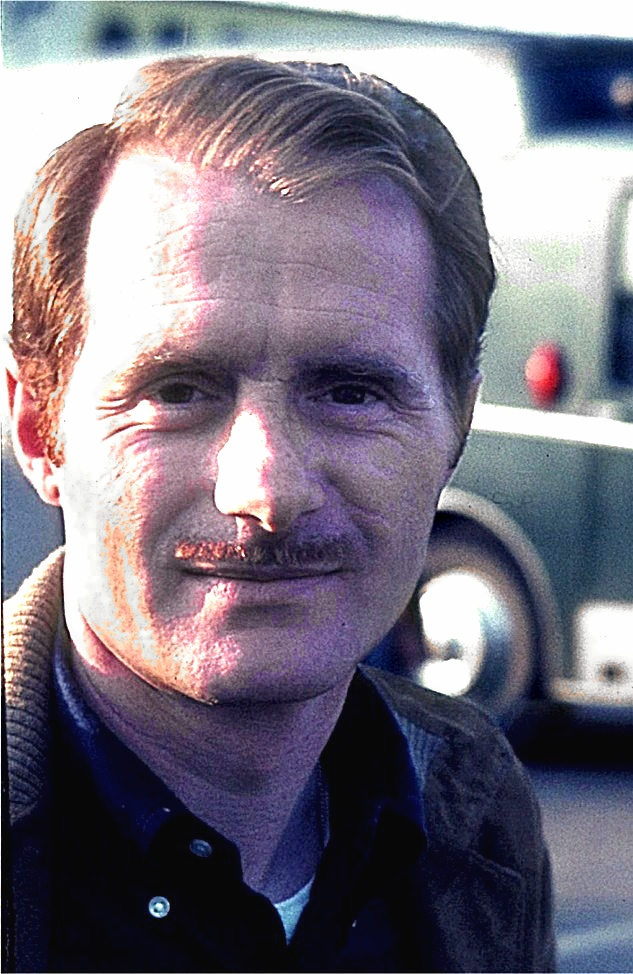
Lucien Bianchi en 1968

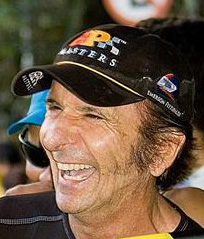
Emerson Fittipaldi en 2006

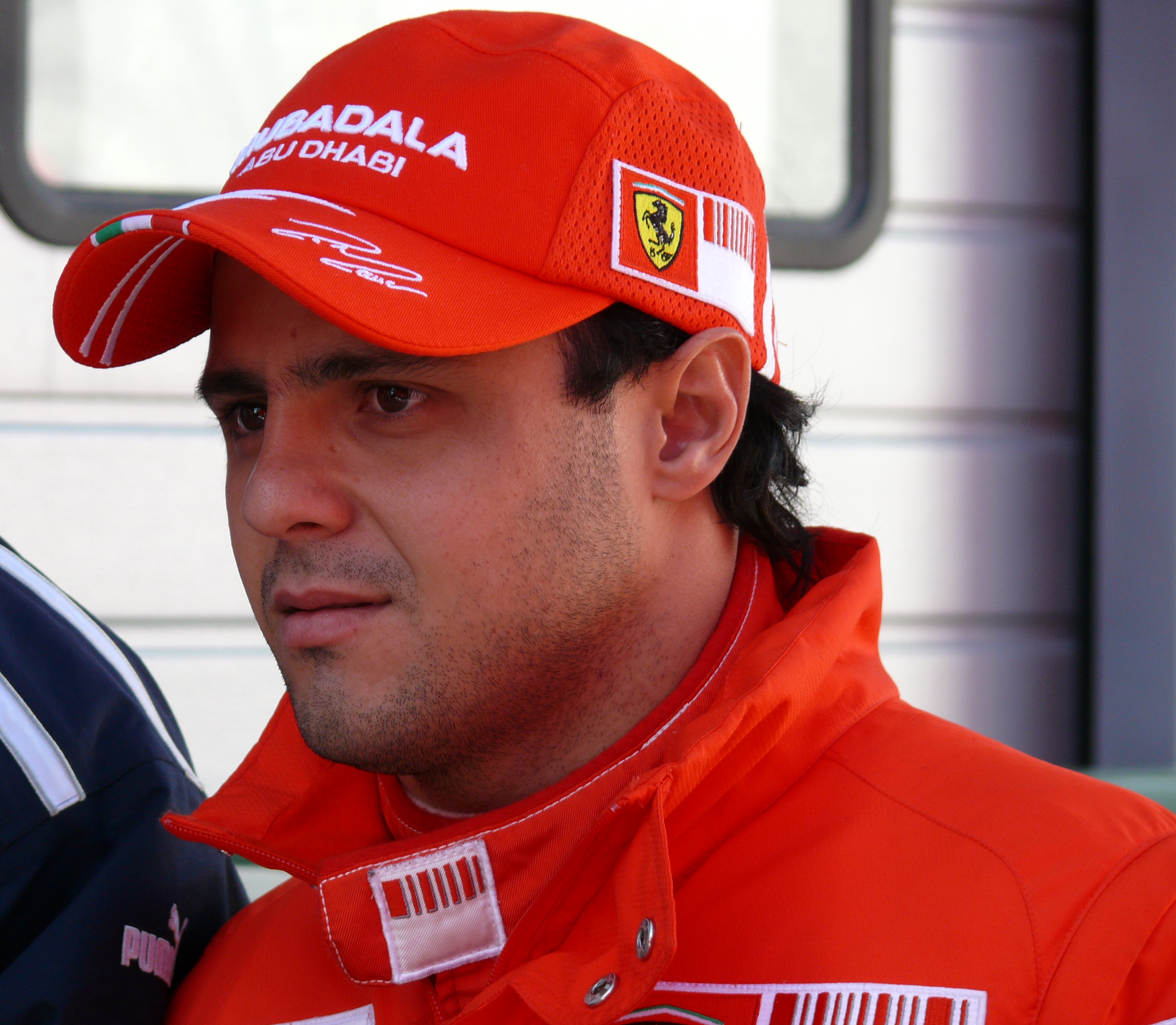
Felipe Massa en 2008

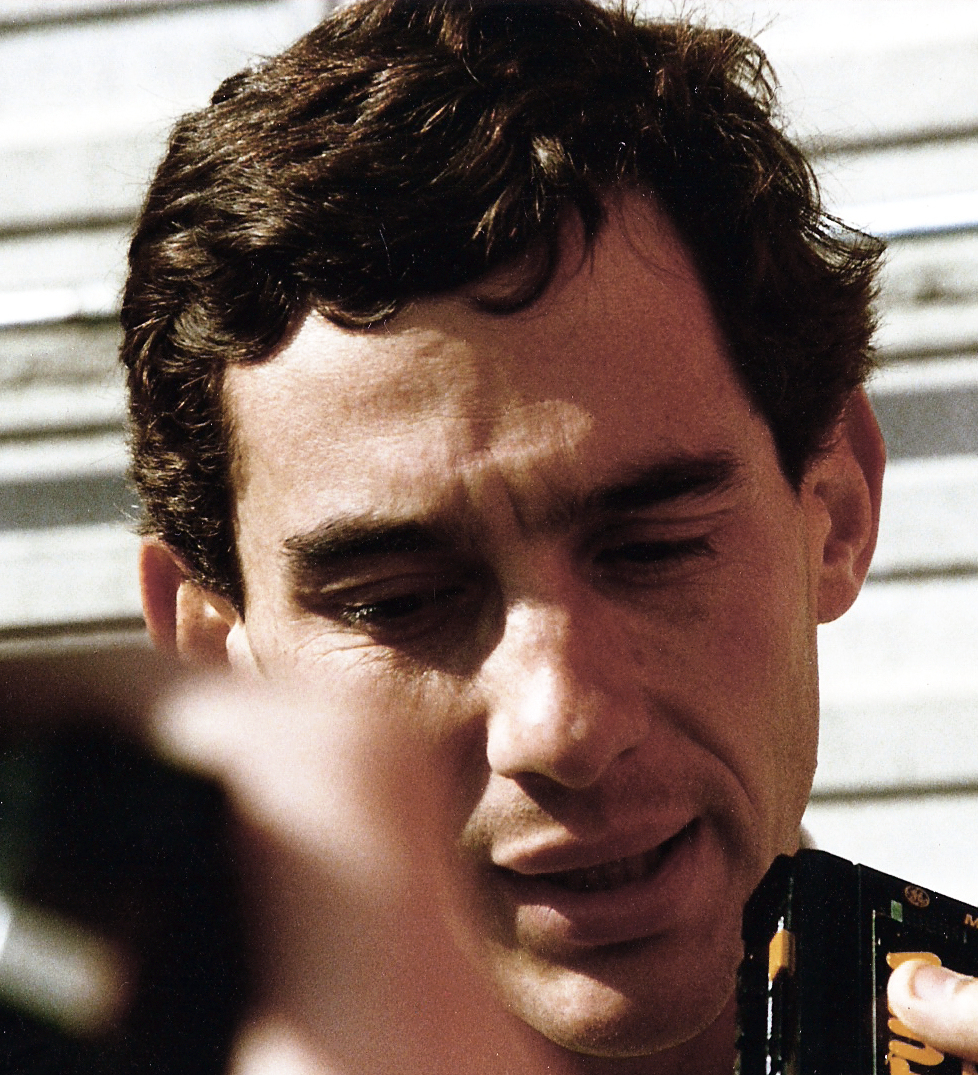
Ayrton Senna en 1989

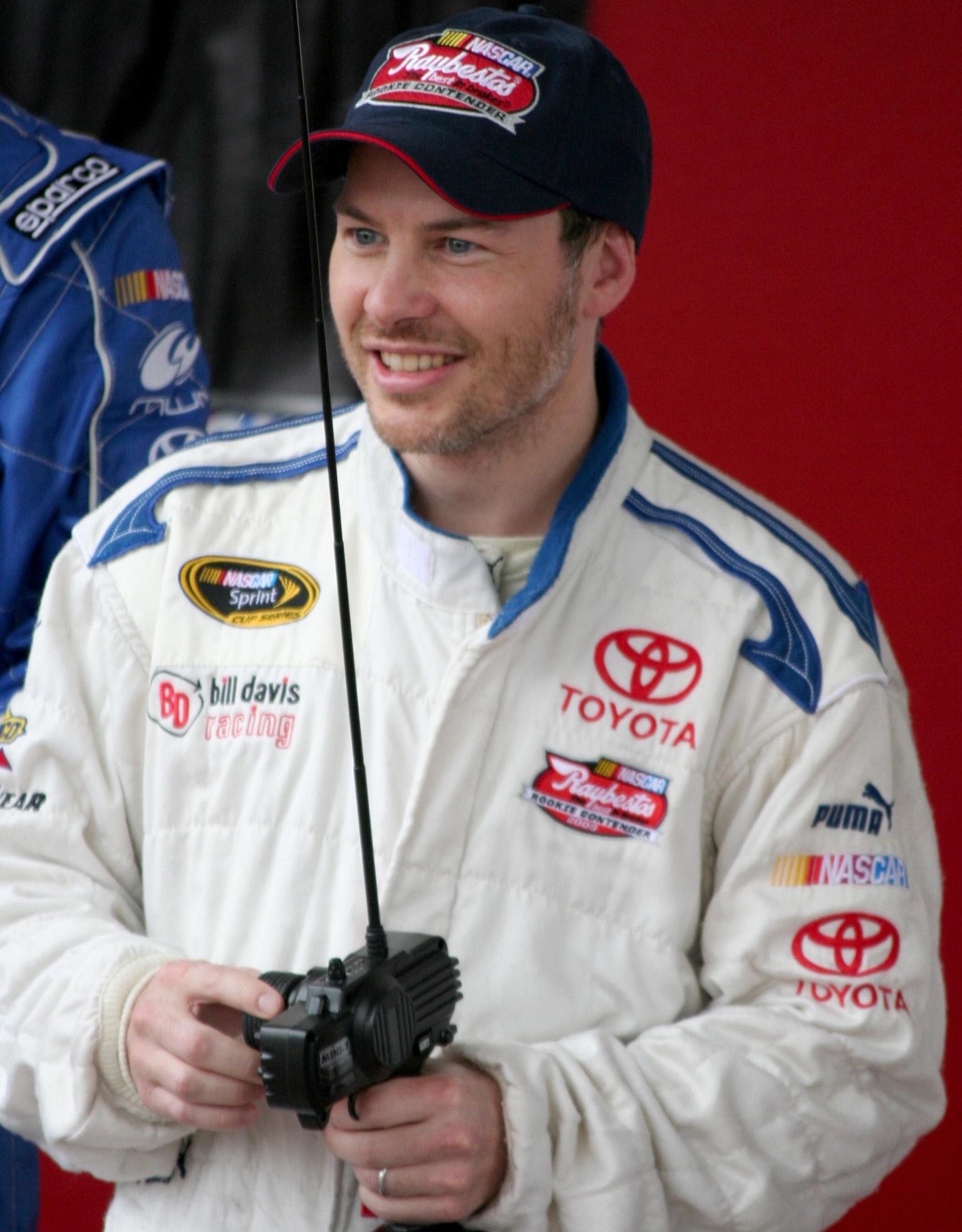
Jacques Villeneuve en 2008.

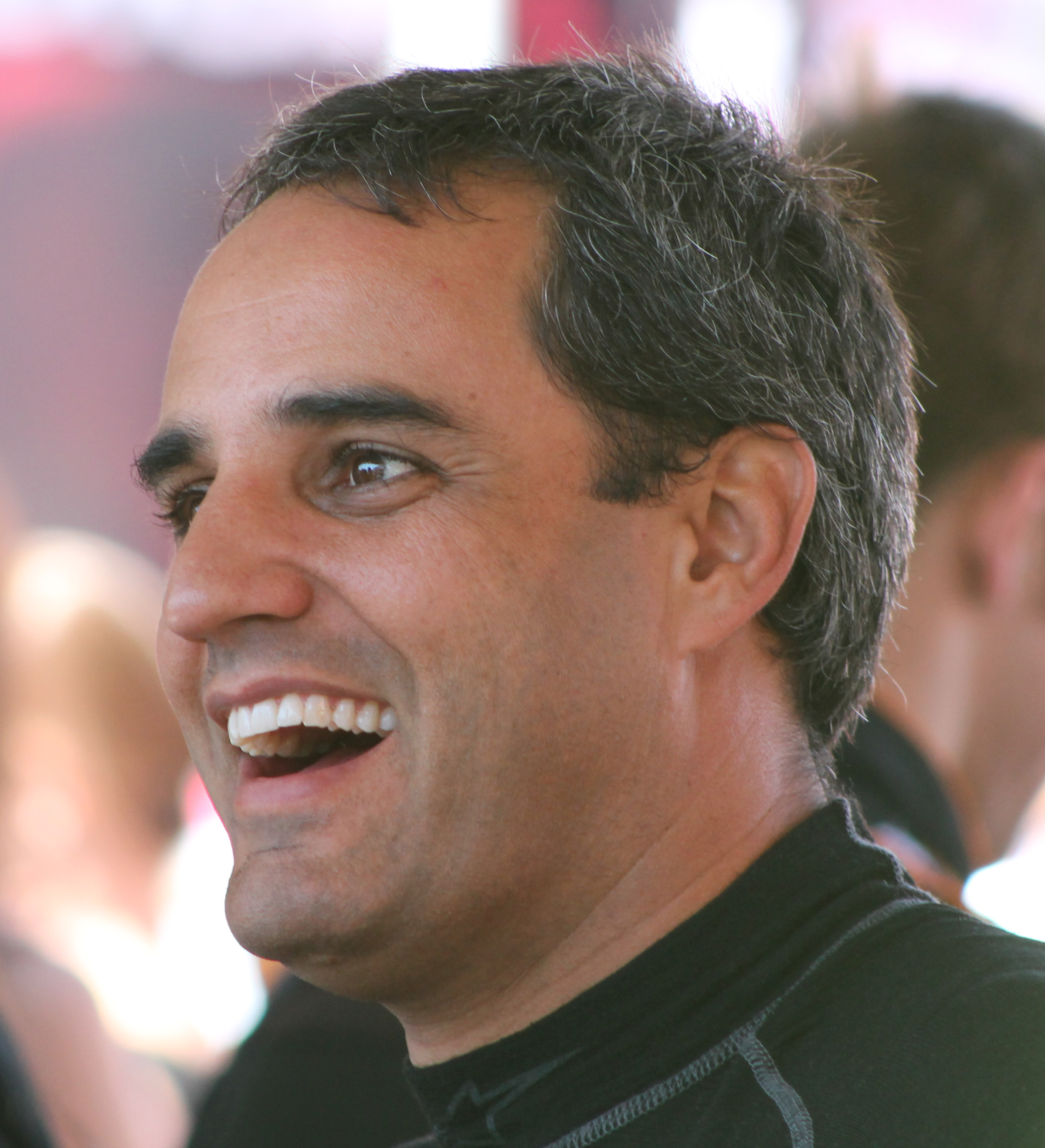
JP Montoya en 2014.

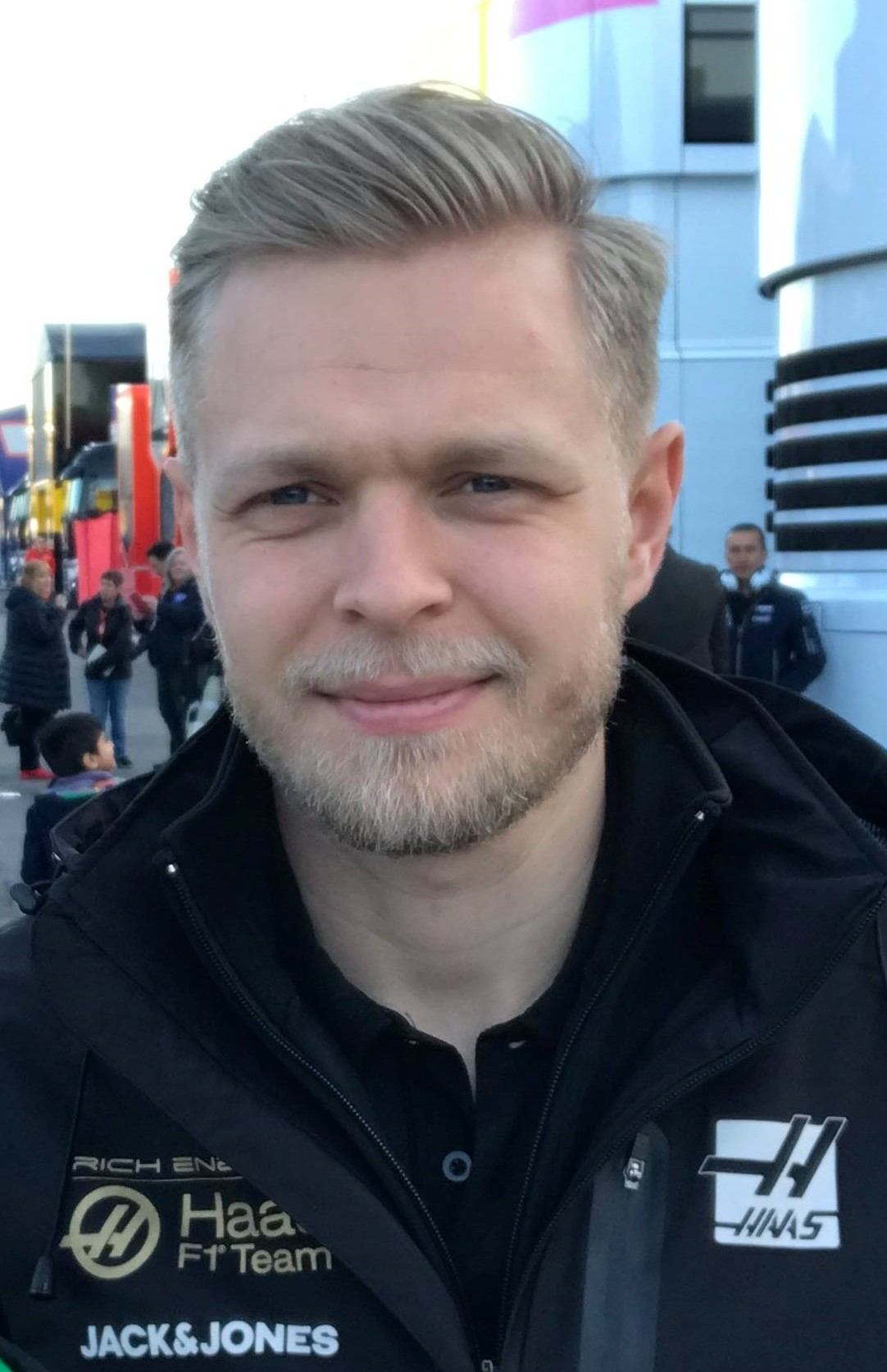
Kevin Magnussen en 2019.

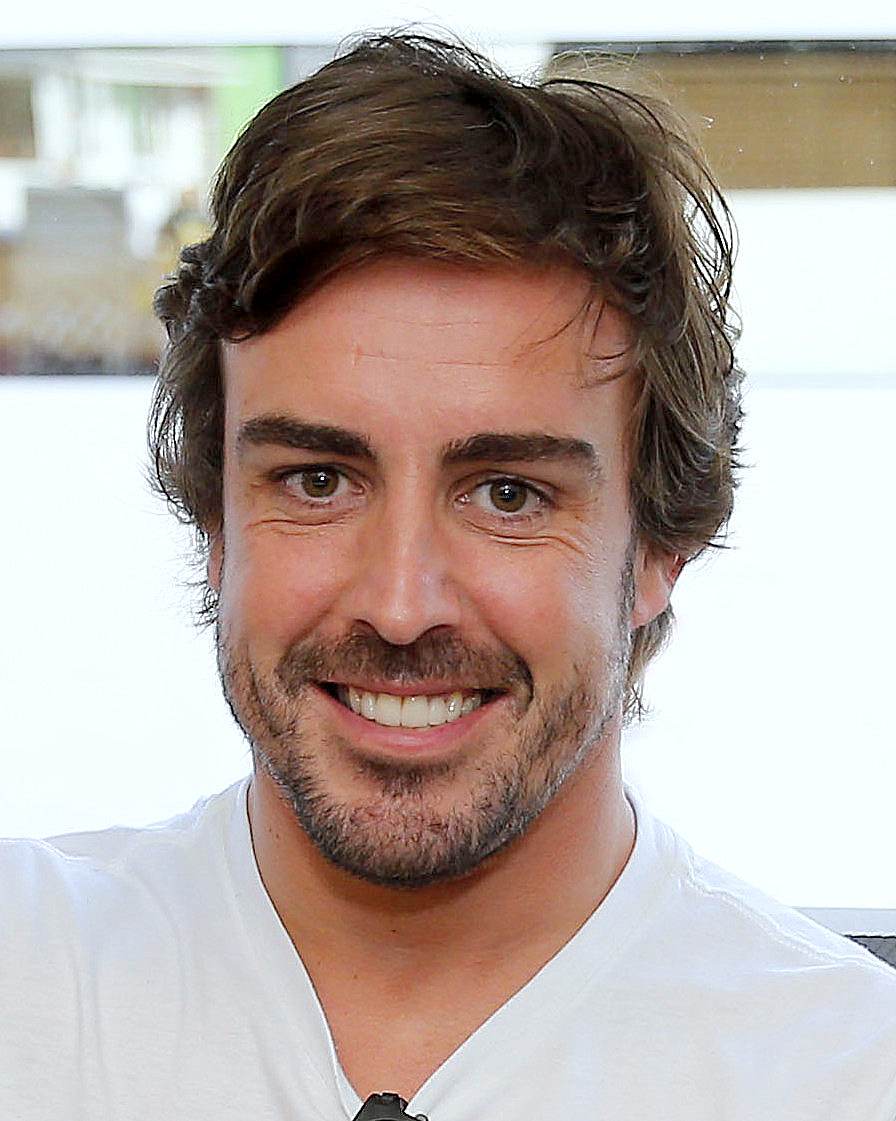
Fernando Alonso en 2016.

### Afrique du Sud
| Pilote          | Période des points marqués | Points |
| Neville Lederle | 1962                       | 1      |
| Tony Maggs      | 1962-1964                  | 26     |
| Jody Scheckter  | 1974-1980                  | 255    |

### Allemagne
| Pilote                | Période des points marqués | Points |
| † Stefan Bellof       | 1985                       | 4      |
| Christian Danner      | 1986, 1989                 | 4      |
| Heinz-Harald Frentzen | 1994-2003                  | 174    |
| Timo Glock            | 2004, 2008-2009            | 51     |
| Nick Heidfeld         | 2001-2009, 2011            | 259    |
| Hans Herrmann         | 1954-1955, 1960            | 10     |
| Nico Hülkenberg       | 2010, 2012-2020, 2023-2025 | 608    |
| Karl Kling            | 1954-1955                  | 17     |
| Hermann Lang          | 1953                       | 2      |
| Jochen Mass           | 1975-1977, 1979-1980       | 71     |
| † Gerhard Mitter      | 1963                       | 3      |
| Nico Rosberg          | 2006-2016                  | 1594,5 |
| Michael Schumacher    | 1991-2006, 2010-2012       | 1 566  |
| Mick Schumacher       | 2022                       | 12     |
| Ralf Schumacher       | 1997-2007                  | 401    |
| † Rolf Stommelen      | 1970-1971, 1976            | 14     |
| Hans-Joachim Stuck    | 1974, 1976-1979            | 19     |
| Adrian Sutil          | 2007, 2009-2011, 2013      | 124    |
| † Wolfgang von Trips  | 1957-1958, 1960-1961       | 56     |
| Sebastian Vettel      | 2007-2022                  | 3098   |
| † Manfred Winkelhock  | 1982                       | 19     |
| Pascal Wehrlein       | 2016-2017                  | 6      |

### Argentine
| Pilote                | Période des points marqués | Points |
| Franco Colapinto      | 2024                       | 5      |
| Juan Manuel Fangio    | 1950-1951, 1953-1958       | 277,64 |
| Oscar Alfredo Gálvez  | 1953                       | 2      |
| José Froilán González | 1951-1955, 1957            | 77,64  |
| † Onofre Marimón      | 1953-1954                  | 8,14   |
| Carlos Menditéguy     | 1955, 1957, 1960           | 9      |
| Roberto Mieres        | 1954-1955                  | 13     |
| Carlos Reutemann      | 1972-1982                  | 310    |

### Australie
| Pilote           | Période des points marqués | Points |
| Jack Brabham     | 1958-1970                  | 261    |
| Alan Jones       | 1975-1981, 1986            | 206    |
| Oscar Piastri    | 2023-2025                  | 673    |
| Daniel Ricciardo | 2012-2024                  | 1329   |
| Tim Schenken     | 1971-1972                  | 7      |
| Mark Webber      | 2002-2013                  | 1047,5 |

### Autriche
| Pilote             | Période des points marqués | Points |
| Gerhard Berger     | 1985-1997                  | 385    |
| Patrick Friesacher | 2005                       | 3      |
| Christian Klien    | 2004-2006                  | 14     |
| Niki Lauda         | 1973-1978, 1982-1985       | 420,5  |
| † Jochen Rindt     | 1965-1970                  | 109    |
| Karl Wendlinger    | 1992-1994                  | 14     |
| Alexander Wurz     | 1997-2000, 2005, 2007      | 45     |

### Belgique
| Pilote            | Période des points marqués | Points |
| † Lucien Bianchi  | 1960, 1968                 | 6      |
| Thierry Boutsen   | 1984-1985, 1987-1990, 1992 | 132    |
| Paul Frère        | 1952, 1955-1956            | 11     |
| Bertrand Gachot   | 1991-1992                  | 5      |
| Olivier Gendebien | 1956, 1959-1961            | 18     |
| Jacky Ickx        | 1967-1975, 1979            | 181    |
| Willy Mairesse    | 1960, 1962                 | 7      |
| André Pilette     | 1954                       | 2      |
| Stoffel Vandoorne | 2016-2018                  | 26     |

### Brésil
| Pilote               | Période des points marqués | Points |
| Rubens Barrichello   | 1993-2006, 2008-2011       | 658    |
| Gabriel Bortoleto    | 2025                       | 14     |
| Cristiano da Matta   | 2003-2004                  | 13     |
| Pedro Diniz          | 1996-1999                  | 10     |
| Christian Fittipaldi | 1992-1994                  | 12     |
| Emerson Fittipaldi   | 1970-1980                  | 281    |
| Wilson Fittipaldi    | 1973                       | 3      |
| Maurício Gugelmin    | 1988-1990                  | 10     |
| Chico Landi          | 1956                       | 1,5    |
| Felipe Massa         | 2002, 2004-2017            | 1167   |
| Roberto Moreno       | 1987, 1990-1991            | 15     |
| Felipe Nasr          | 2015-2016                  | 29     |
| José Carlos Pace     | 1972-1977                  | 58     |
| Nelson Piquet        | 1979-1991                  | 485,5  |
| Nelsinho Piquet      | 2008                       | 19     |
| Antônio Pizzonia     | 2004-2005                  | 18     |
| † Ayrton Senna       | 1984-1994                  | 614    |
| Bruno Senna          | 2011-2012                  | 33     |
| Chico Serra          | 1982                       | 1      |
| Ricardo Zonta        | 2000                       | 3      |

### Canada
| Pilote              | Période des points marqués      | Points |
| Nicholas Latifi     | 2021-2022                       | 9      |
| Lance Stroll        | 2017-2025                       | 318    |
| † Gilles Villeneuve | 1978-1982                       | 107    |
| Jacques Villeneuve  | 1996-1998, 2000-2003, 2005-2006 | 235    |

### Chili
| Pilote         | Période des points marqués | Points |
| Eliseo Salazar | 1981-1982                  | 3      |

### Chine
| Pilote      | Période des points marqués | Points |
| Zhou Guanyu | 2022-2024                  | 16     |

### Colombie
| Pilote             | Période des points marqués | Points |
| Juan Pablo Montoya | 2001-2006                  | 307    |

### Danemark
| Pilote          | Période des points marqués | Points |
| Jan Magnussen   | 1998                       | 1      |
| Kevin Magnussen | 2014, 2016-2020, 2023-2024 | 202    |

### Espagne
| Pilote               | Période des points marqués | Points |
| Jaime Alguersuari    | 2010-2011                  | 31     |
| Fernando Alonso      | 2003-2018, 2021-2025       | 2363   |
| Marc Gené            | 1999, 2003                 | 5      |
| Paco Godia-Sales     | 1956                       | 6      |
| Luis Pérez-Sala      | 1989                       | 1      |
| † Alfonso de Portago | 1956-1957                  | 4      |
| Pedro de la Rosa     | 1999-2001, 2005-2006, 2010 | 35     |
| Carlos Sainz Jr.     | 2015-2025                  | 1285,5 |

### États-Unis
| Pilote              | Période des points marqués       | Points |
| Fred Agabashian     | 1953                             | 1,5    |
| † George Amick      | 1958                             | 6      |
| Mario Andretti      | 1970-1972, 1975-1982             | 180    |
| Michael Andretti    | 1993                             | 7      |
| † Manuel Ayulo      | 1951                             | 2      |
| † Bobby Ball        | 1951                             | 2      |
| † Tony Bettenhausen | 1955, 1958-1959                  | 11     |
| Bob Bondurant       | 1966                             | 3      |
| Johnny Boyd         | 1958                             | 4      |
| † Don Branson       | 1960                             | 3      |
| † Jimmy Bryan       | 1954, 1957-1958                  | 18     |
| Ronnie Bucknum      | 1965                             | 2      |
| Duane Carter        | 1952-1954                        | 6,5    |
| Eddie Cheever       | 1981-1984, 1987-1989             | 70     |
| Joie Chitwood       | 1950                             | 1      |
| Art Cross           | 1952-1953                        | 8      |
| † Jimmy Davies      | 1955                             | 4      |
| † Mark Donohue      | 1971, 1975                       | 8      |
| † Walt Faulkner     | 1955                             | 1      |
| Pat Flaherty        | 1956                             | 8      |
| George Follmer      | 1973                             | 5      |
| Don Freeland        | 1956                             | 4      |
| Richie Ginther      | 1960-1966                        | 107    |
| Paul Goldsmith      | 1959-1960                        | 6      |
| † Cecil Green       | 1950                             | 3      |
| Masten Gregory      | 1957-1959, 1962                  | 21     |
| Dan Gurney          | 1959, 1961-1965, 1967-1968, 1970 | 133    |
| Jim Hall            | 1963                             | 3      |
| Sam Hanks           | 1953, 1956-1957                  | 20     |
| † Walt Hansgen      | 1964                             | 2      |
| Phil Hill           | 1958-1962, 1964                  | 98     |
| Bill Holland        | 1950                             | 6      |
| Bill Homeier        | 1955                             | 1      |
| Eddie Johnson       | 1960                             | 1      |
| Andy Linden         | 1951, 1957                       | 5      |
| † Jack McGrath      | 1950-1955                        | 9      |
| † Mike Nazaruk      | 1951, 1954                       | 8      |
| Johnnie Parsons     | 1950, 1956                       | 12     |
| Dick Rathmann       | 1956                             | 2      |
| Jim Rathmann        | 1952, 1957-1960                  | 29     |
| † Peter Revson      | 1972-1973                        | 61     |
| Mauri Rose          | 1950                             | 4      |
| Paul Russo          | 1953, 1955-1957                  | 8,50   |
| Troy Ruttman        | 1952, 1954                       | 9,5    |
| Logan Sargeant      | 2023                             | 1      |
| † Harry Schell      | 1956-1959                        | 32     |
| Danny Sullivan      | 1983                             | 2      |
| † Bob Sweikert      | 1955                             | 8      |
| † Johnny Thomson    | 1955, 1959-1960                  | 10     |
| † Bill Vukovich     | 1952-1954                        | 19     |
| Lee Wallard         | 1951                             | 9      |
| † Rodger Ward       | 1959-1960                        | 14     |

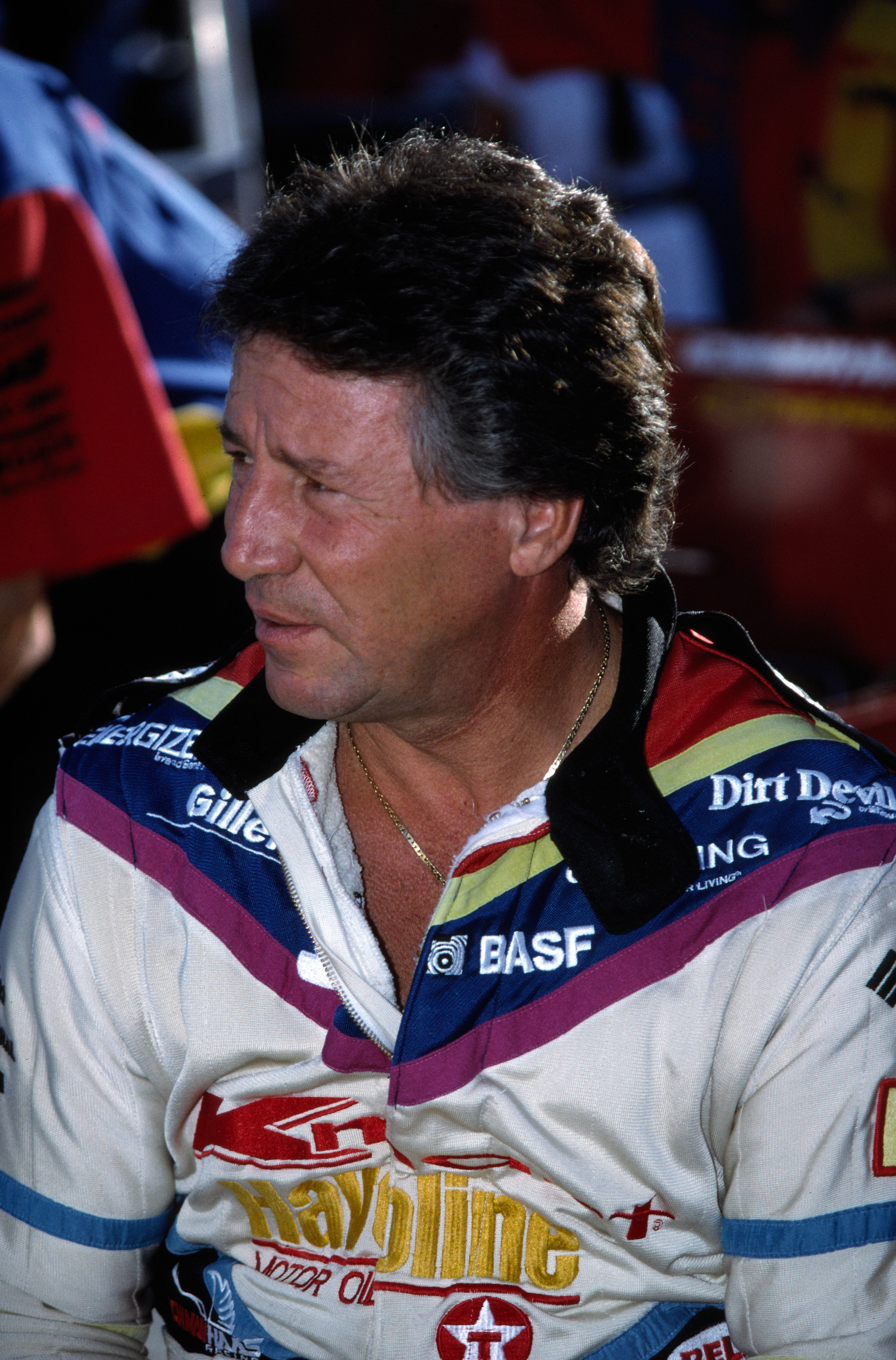
Mario Andretti en 1991

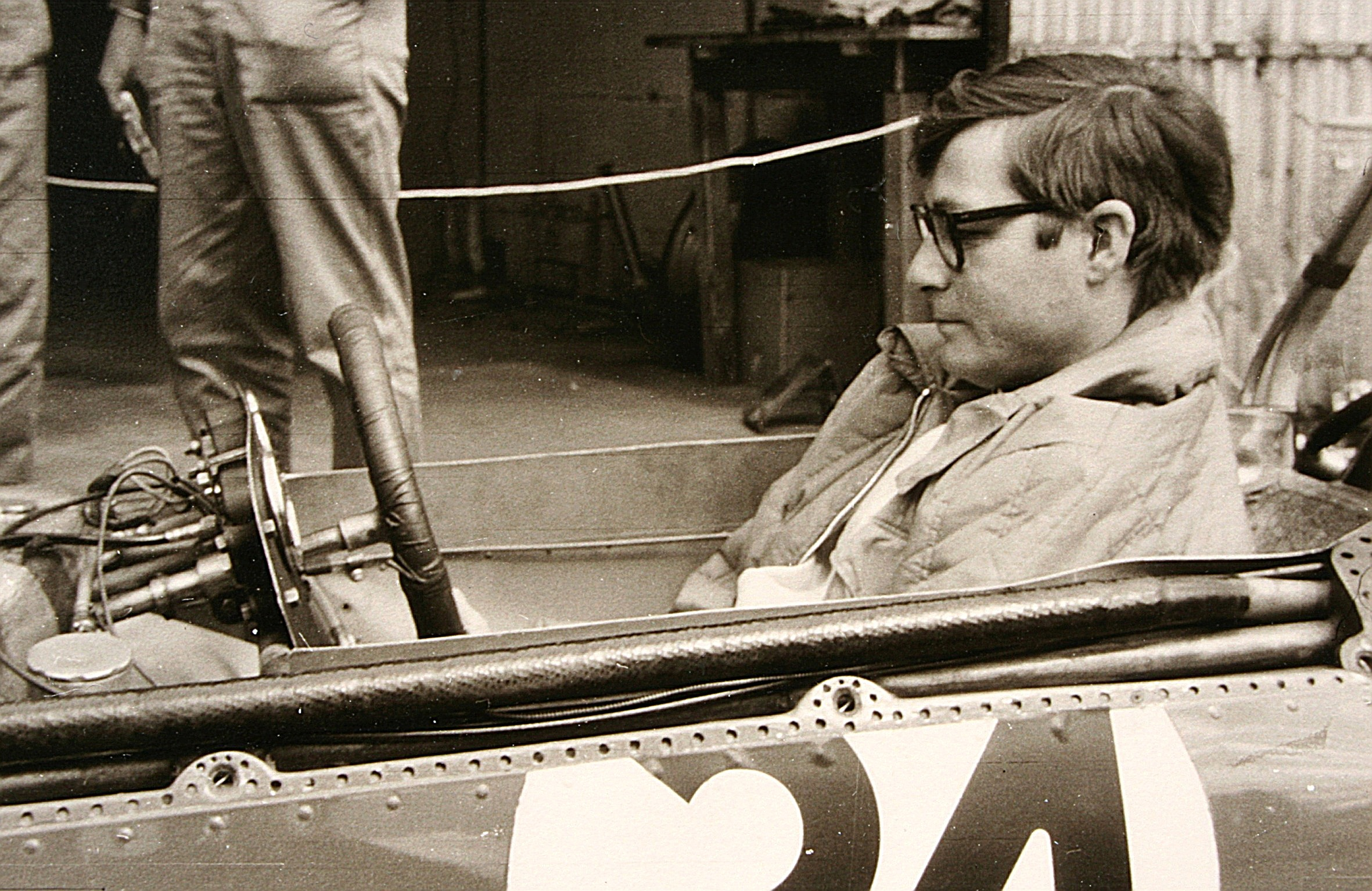
Masten Gregory en 1965

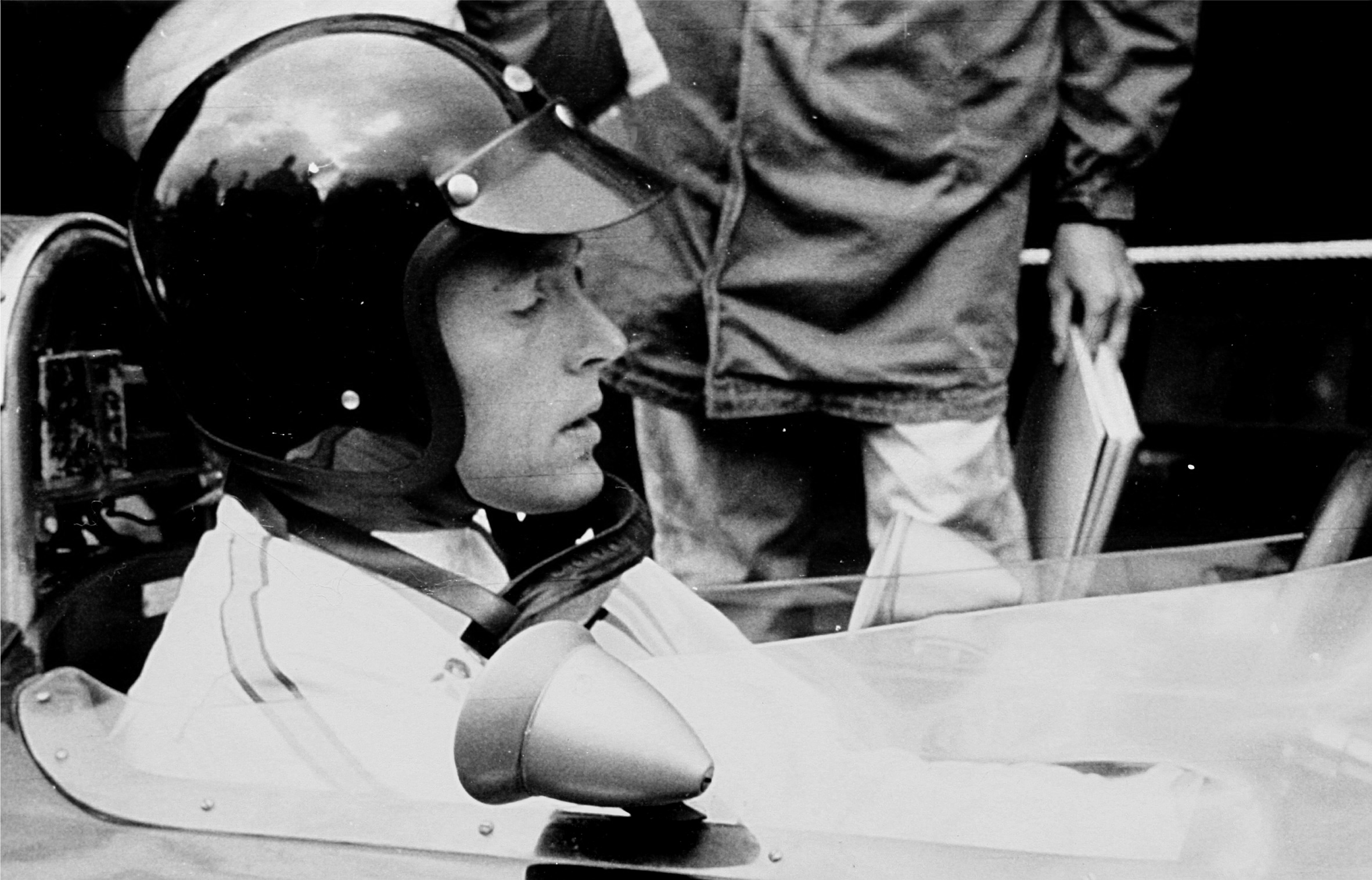
Dan Gurney en 1965

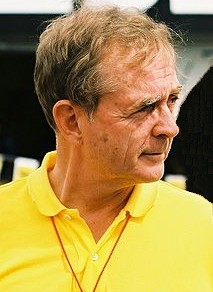
Phil Hill en 1991

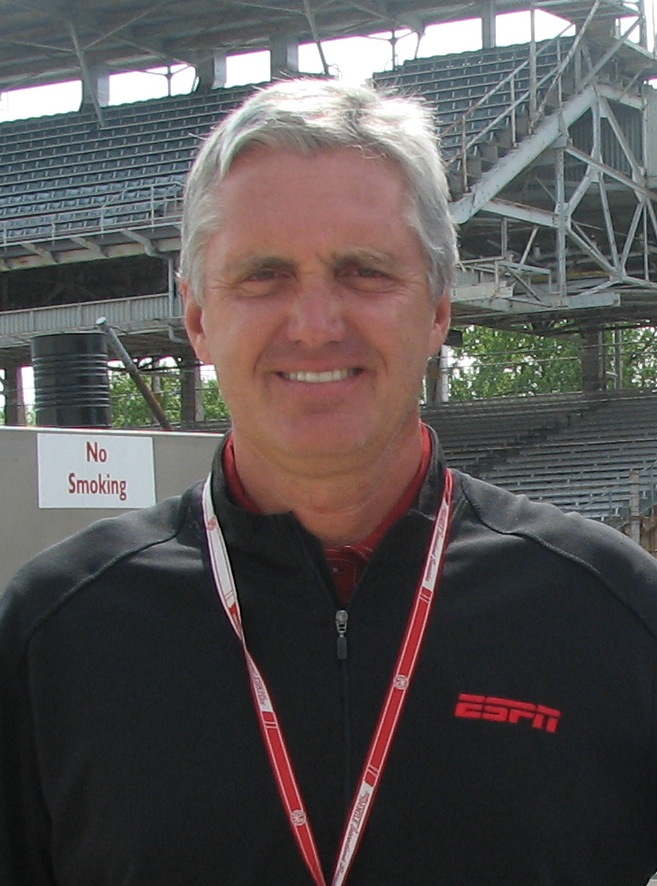
Eddie Cheever en 2009

En italique: les pilotes qui n'ont marqué des points que lors des 500 Miles d'Indianapolis

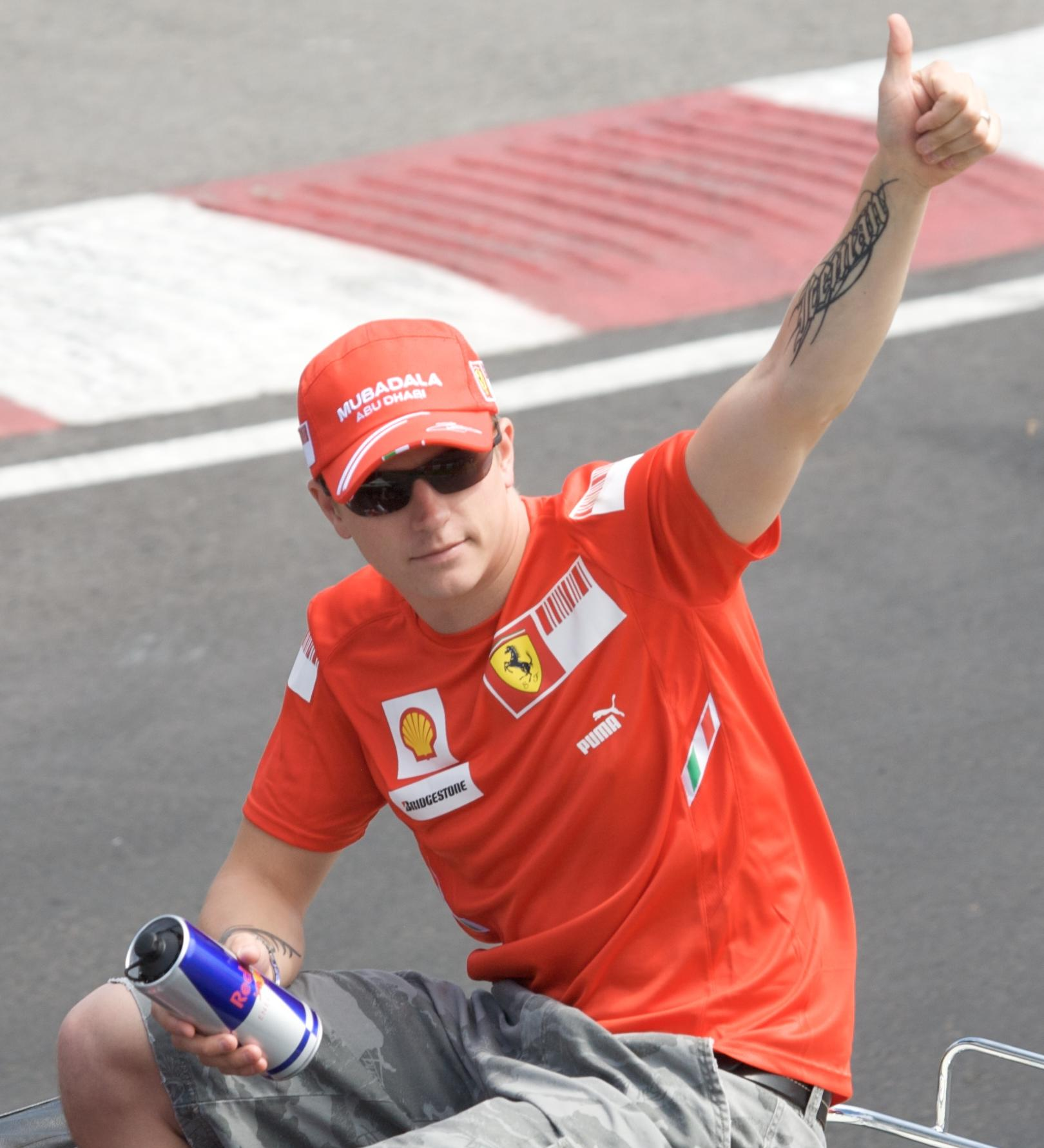
Kimi Räikkönen en 2008

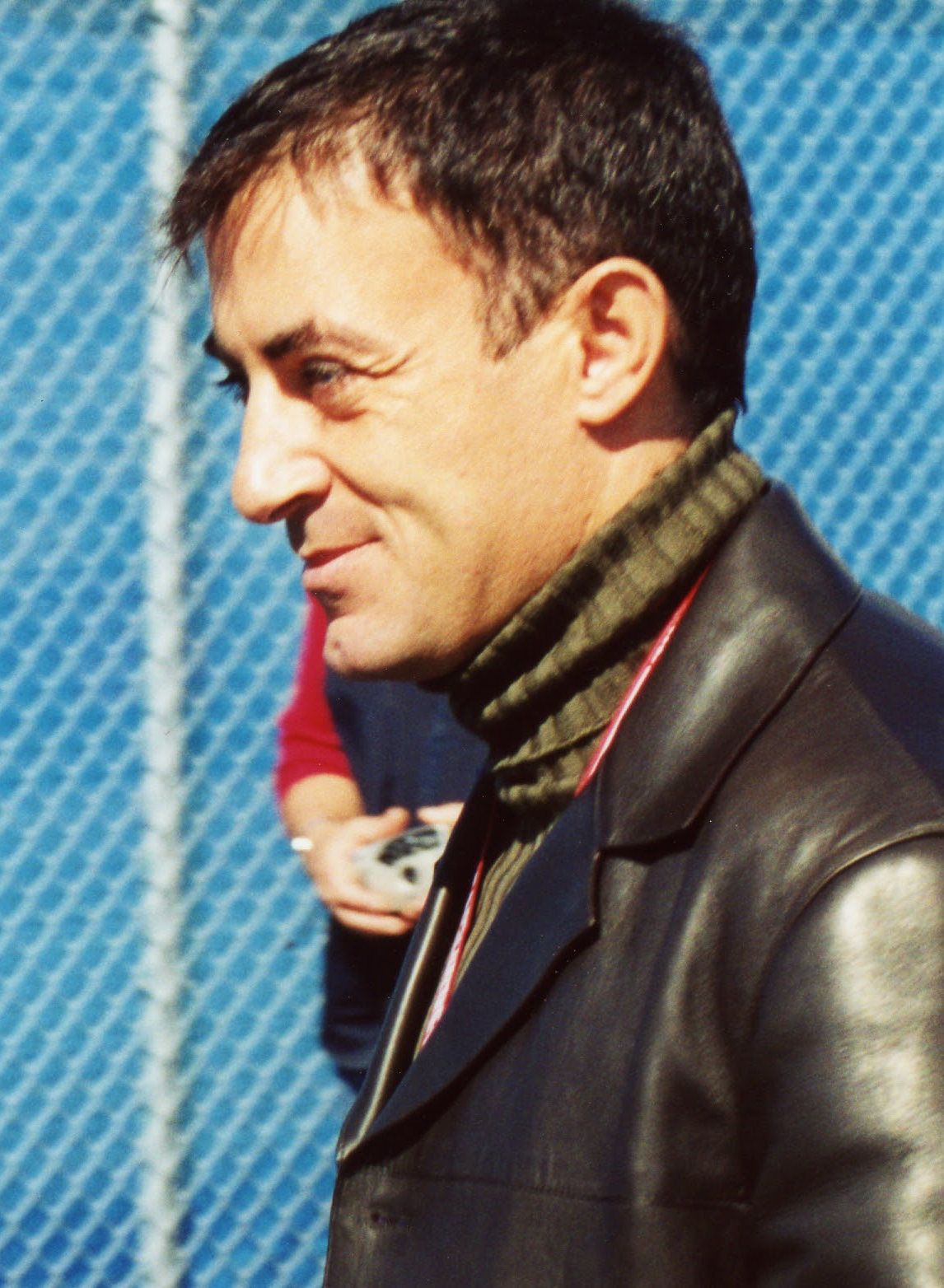
Jean Alesi en 2001

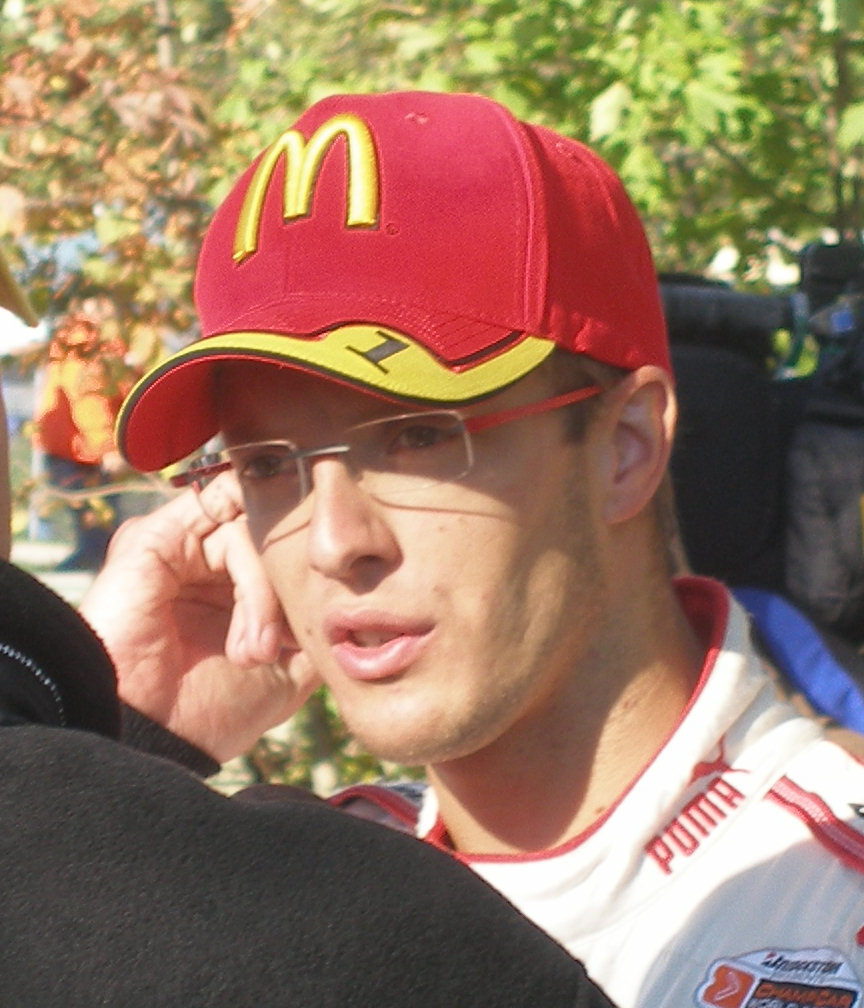
Sébastien Bourdais en 2007

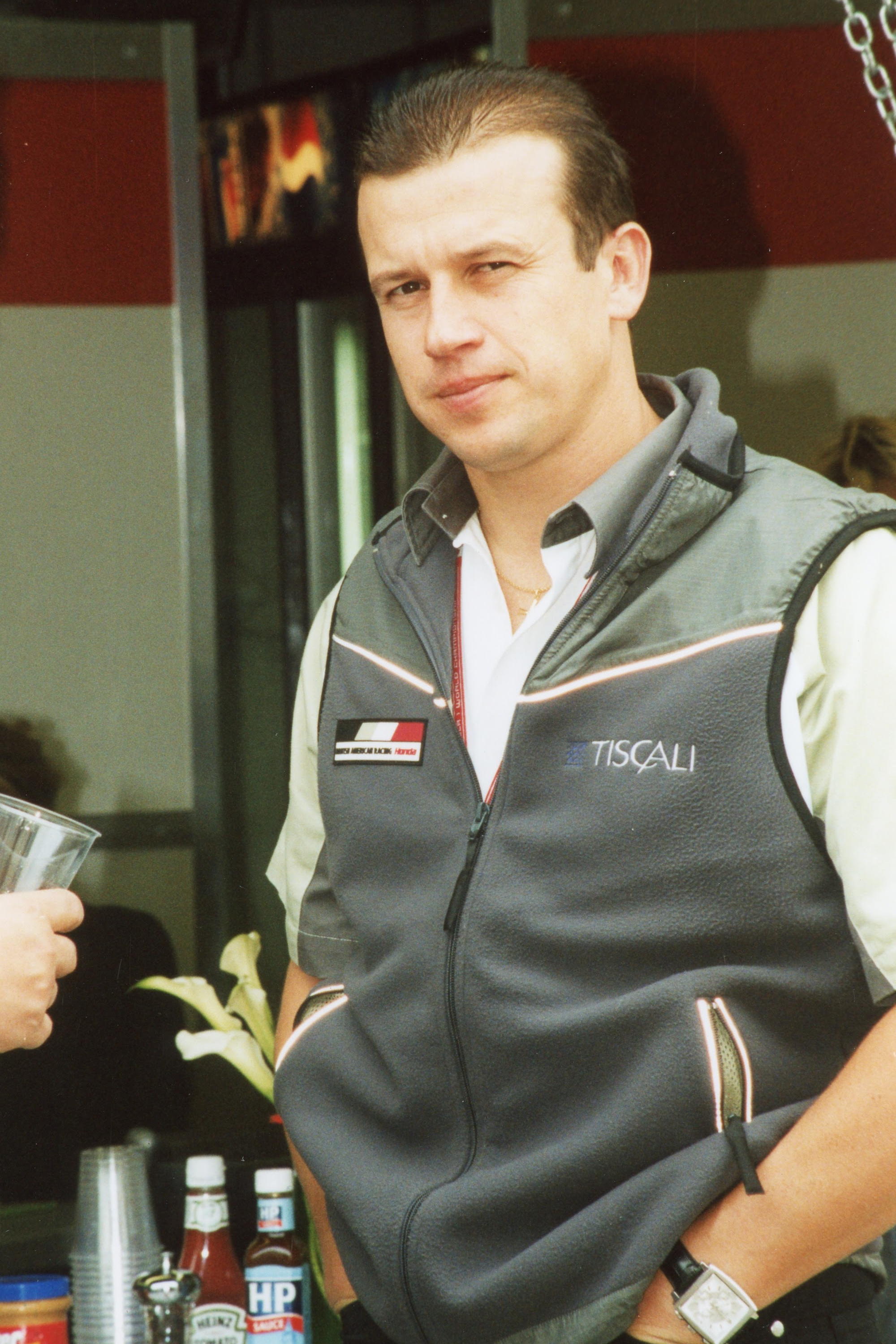
Olivier Panis en 2002

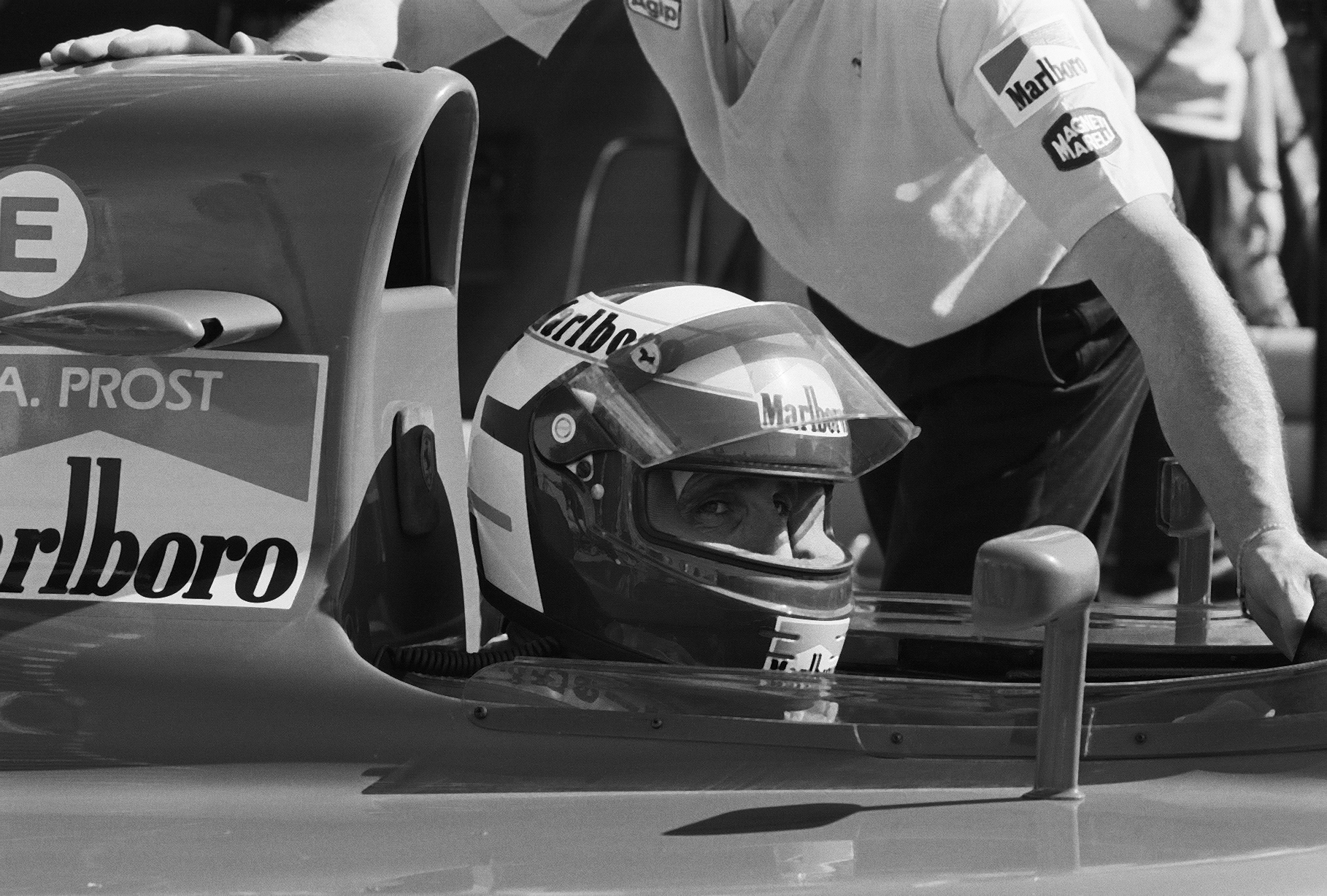
Alain Prost en 1991

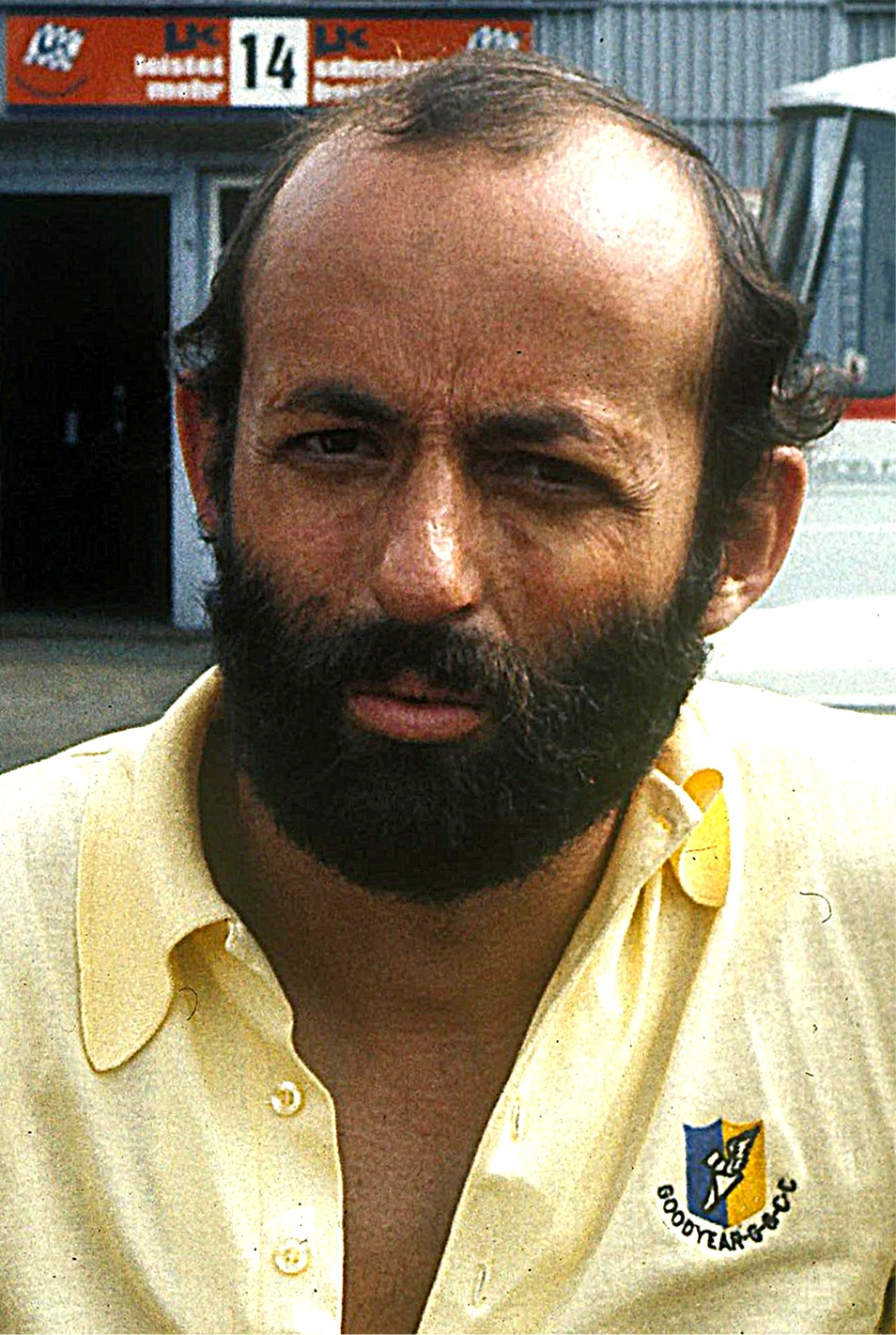
Henri Pescarolo en 1973

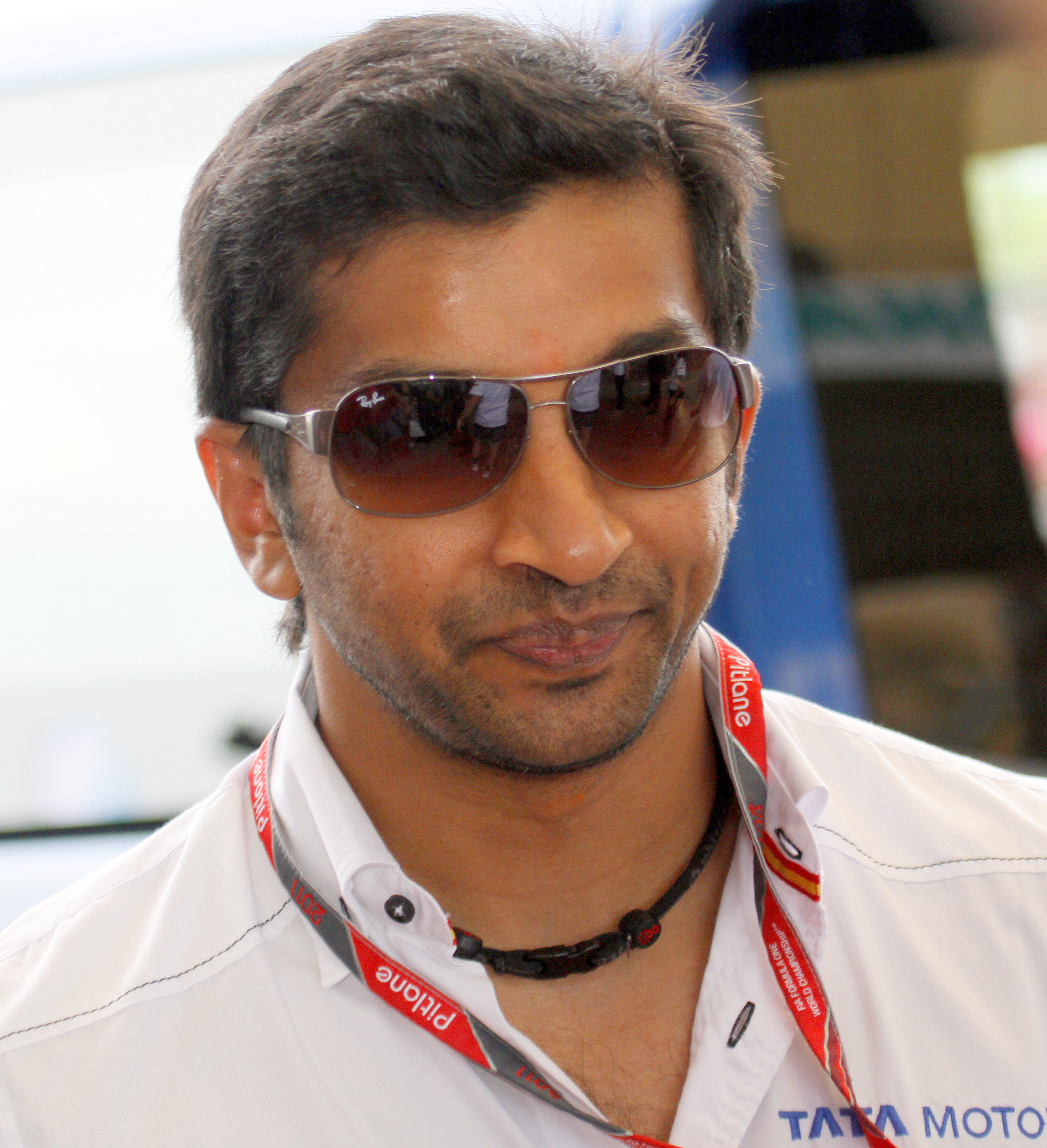
Narain Karthikeyan en 2011.

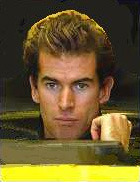
Ralph Firman en 2003

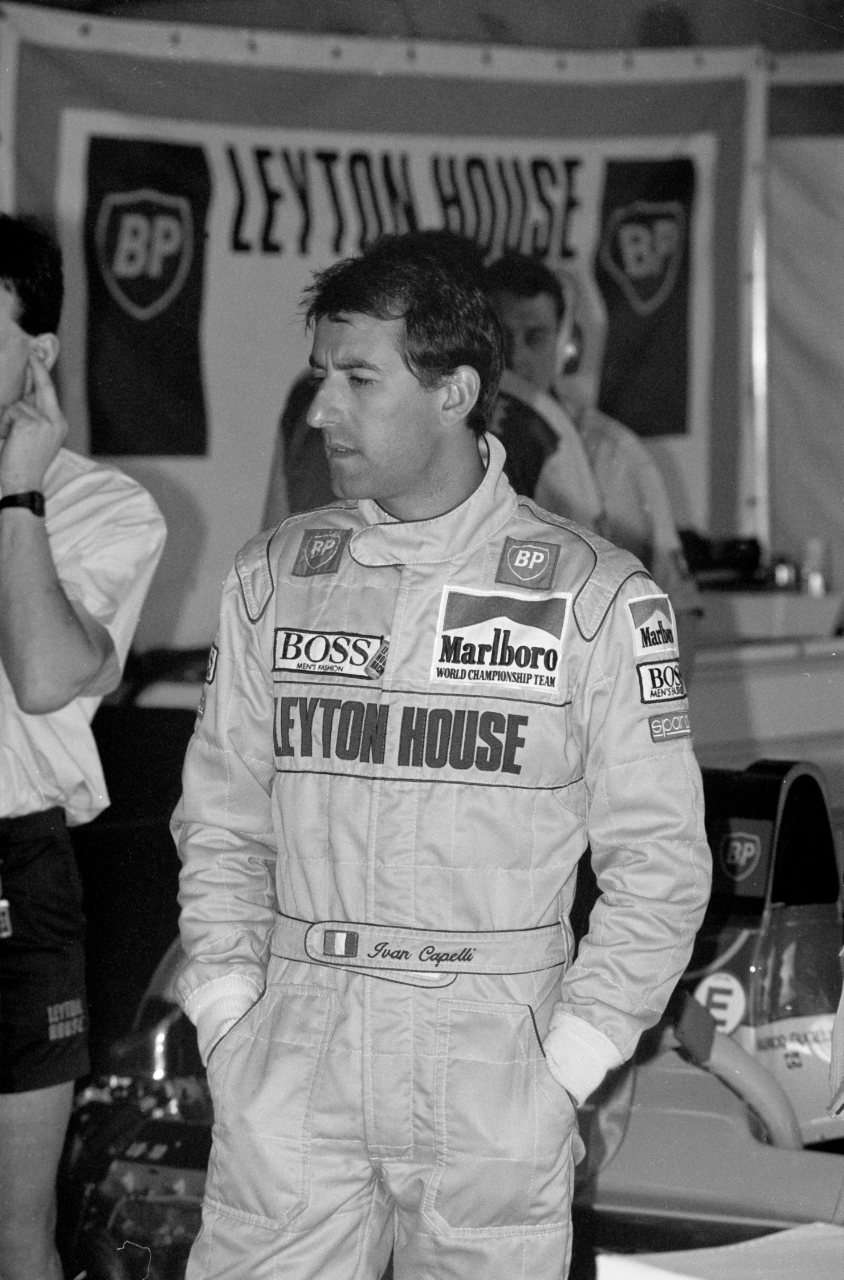
Ivan Capelli en 1991

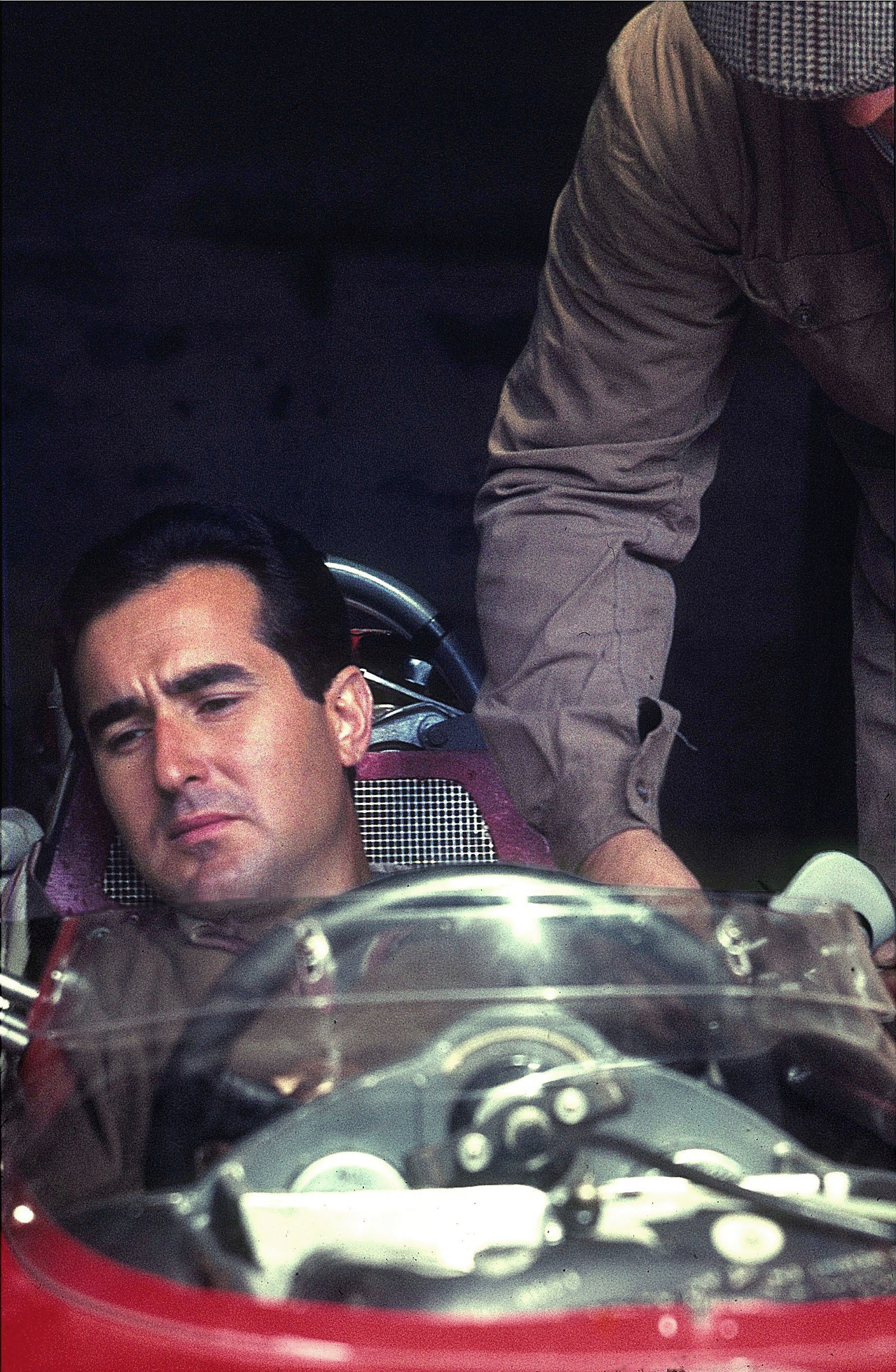
Lorenzo Bandini en 1966

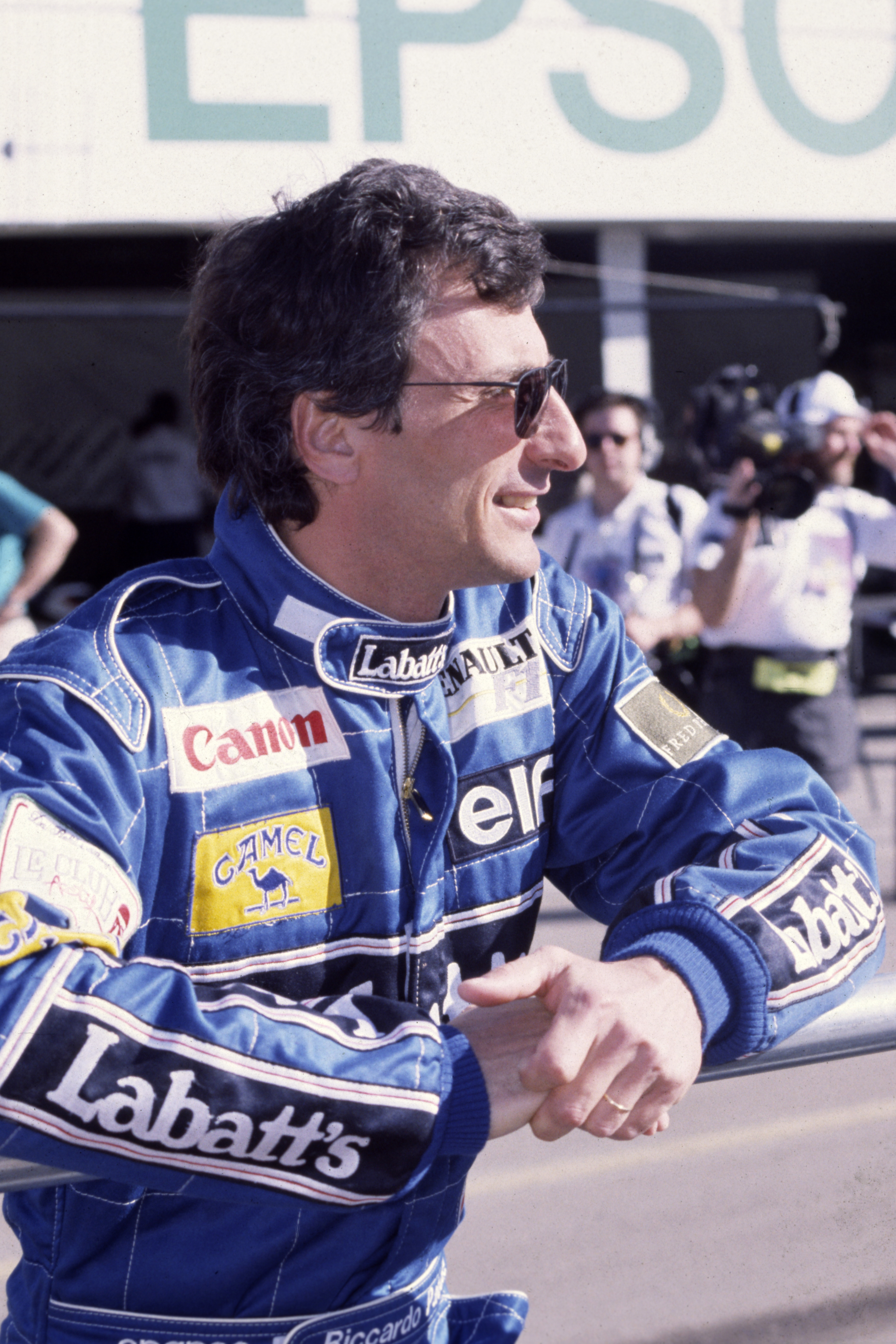
Riccardo Patrese en 1991

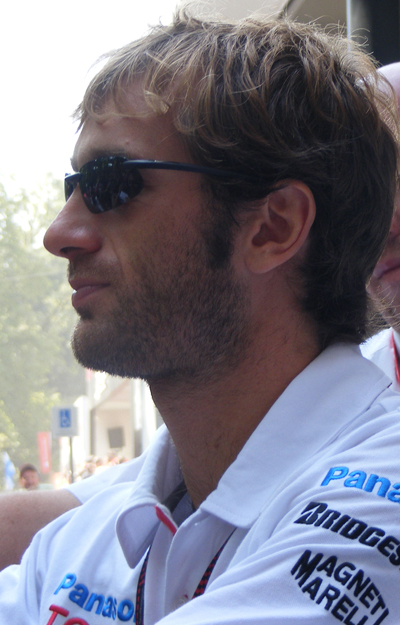
Jarno Trulli en 2007

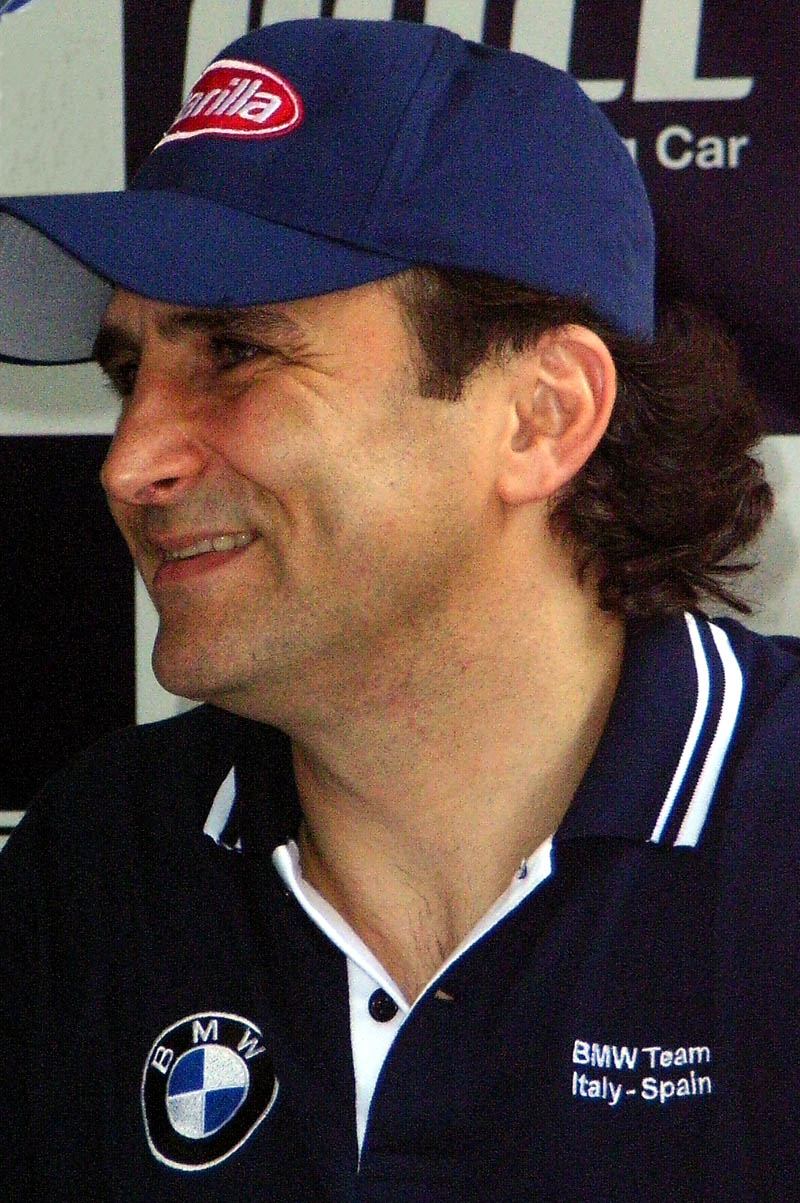
Alessandro Zanardi en 2007

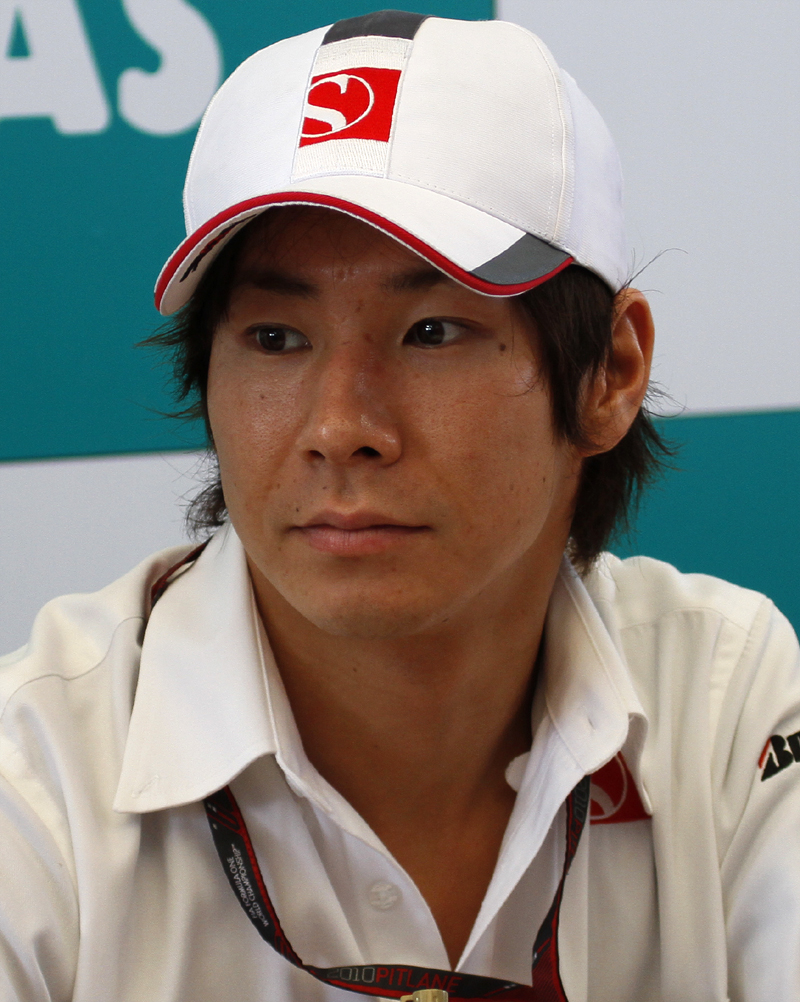
Kamui Kobayashi en 2010.

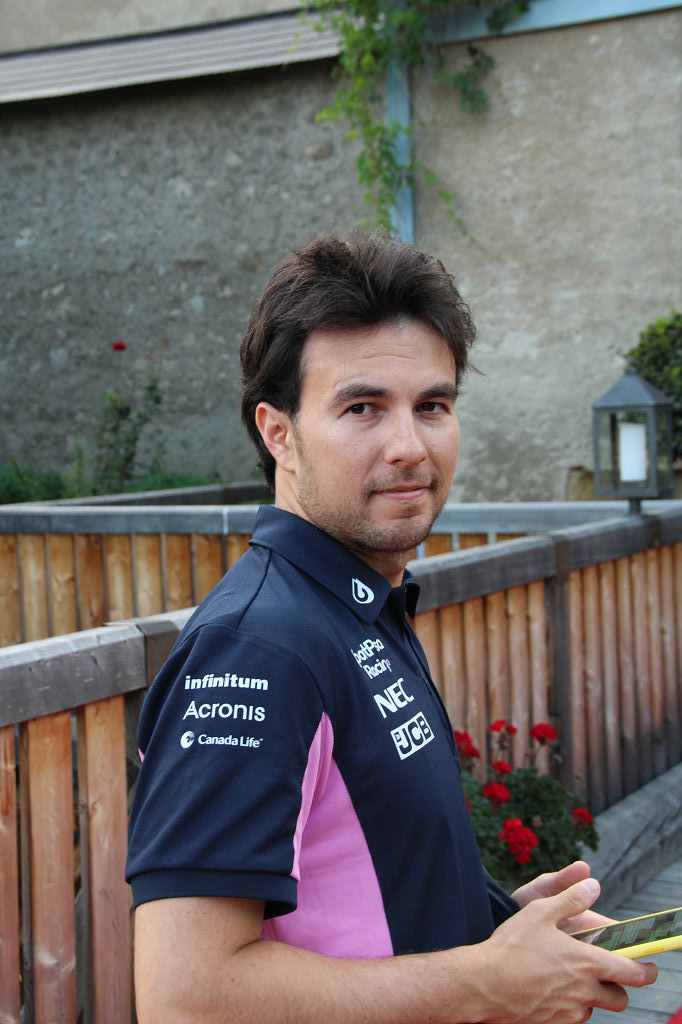
Sergio Pérez en 2019.

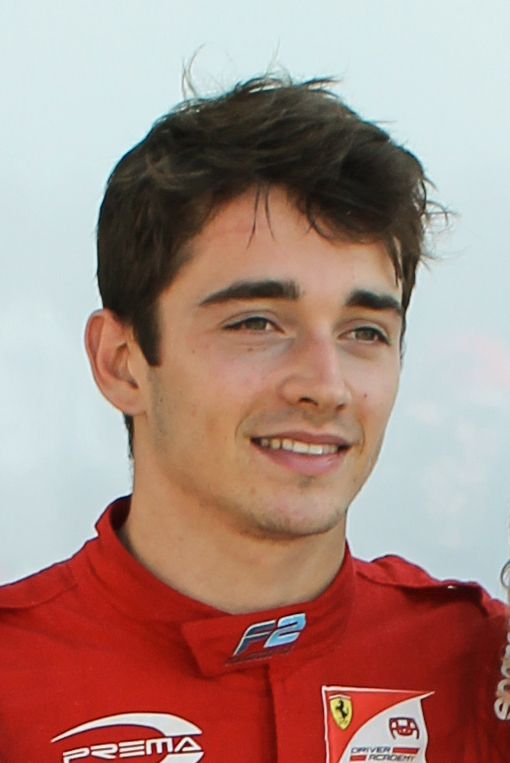
Charles Leclerc en 2017.

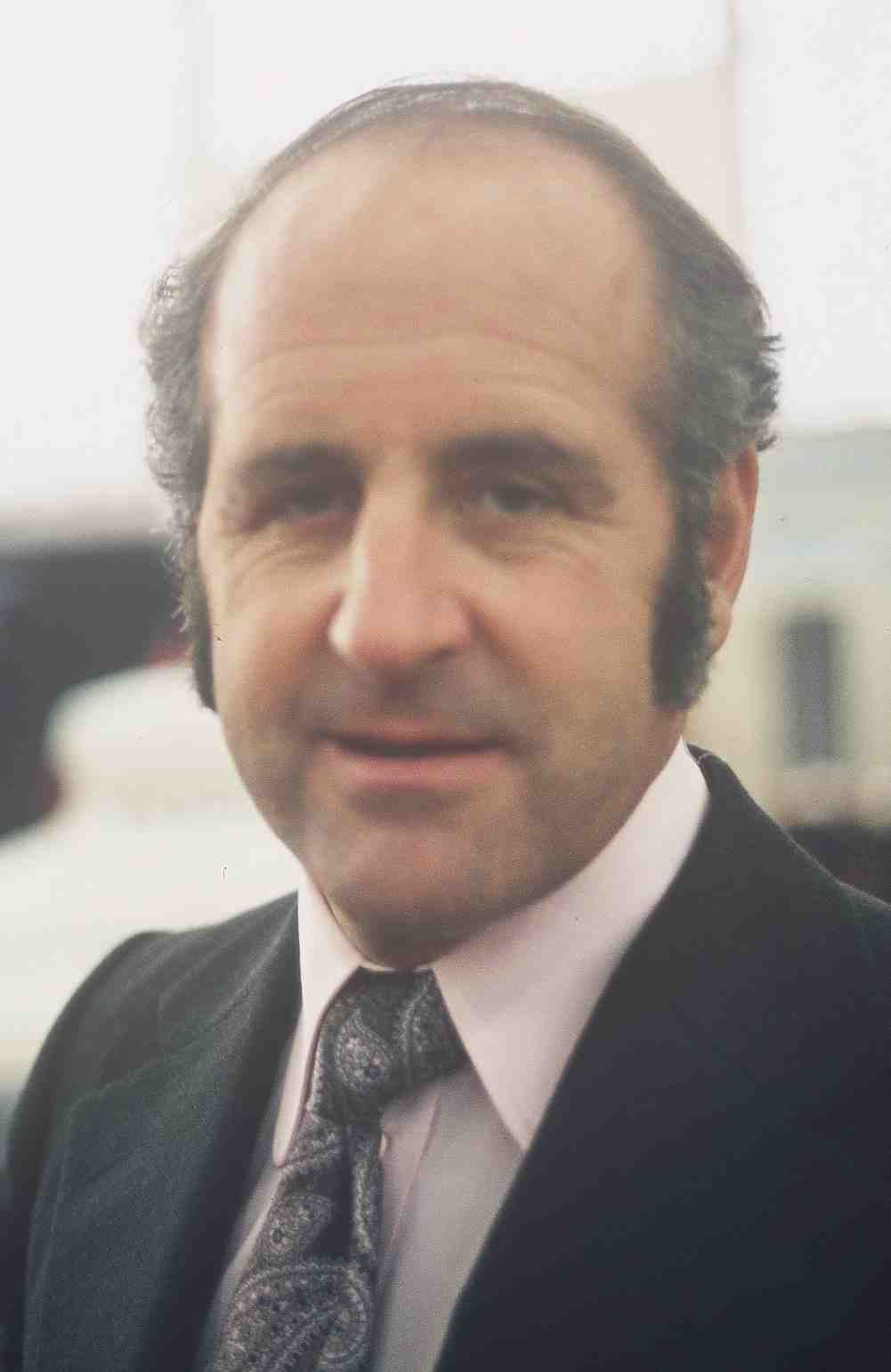
Denny Hulme en 1973.

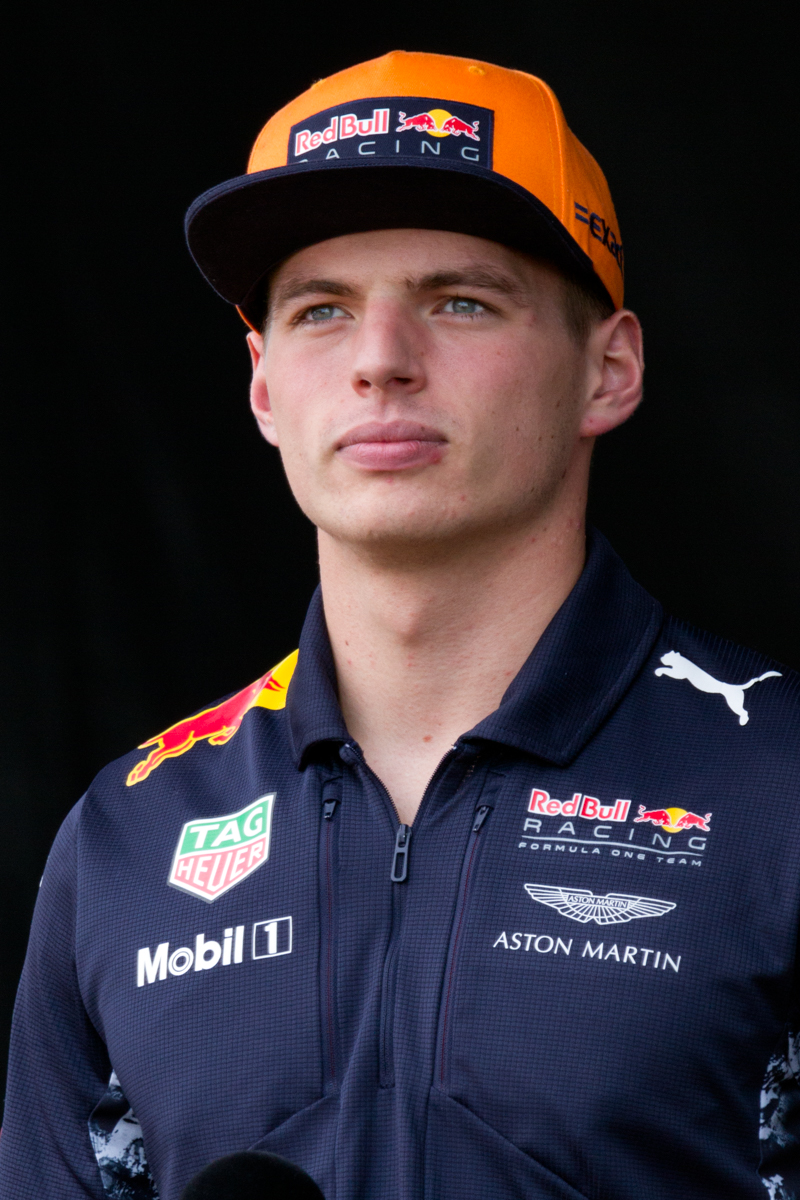
Max Verstappen en 2017.

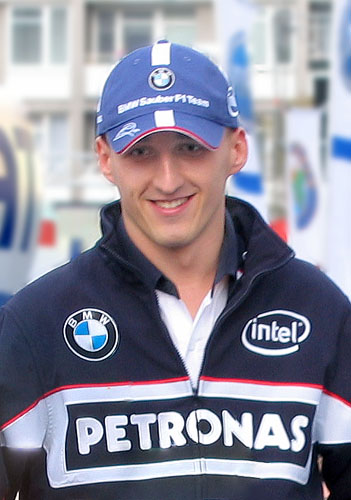
Robert Kubica en 2006

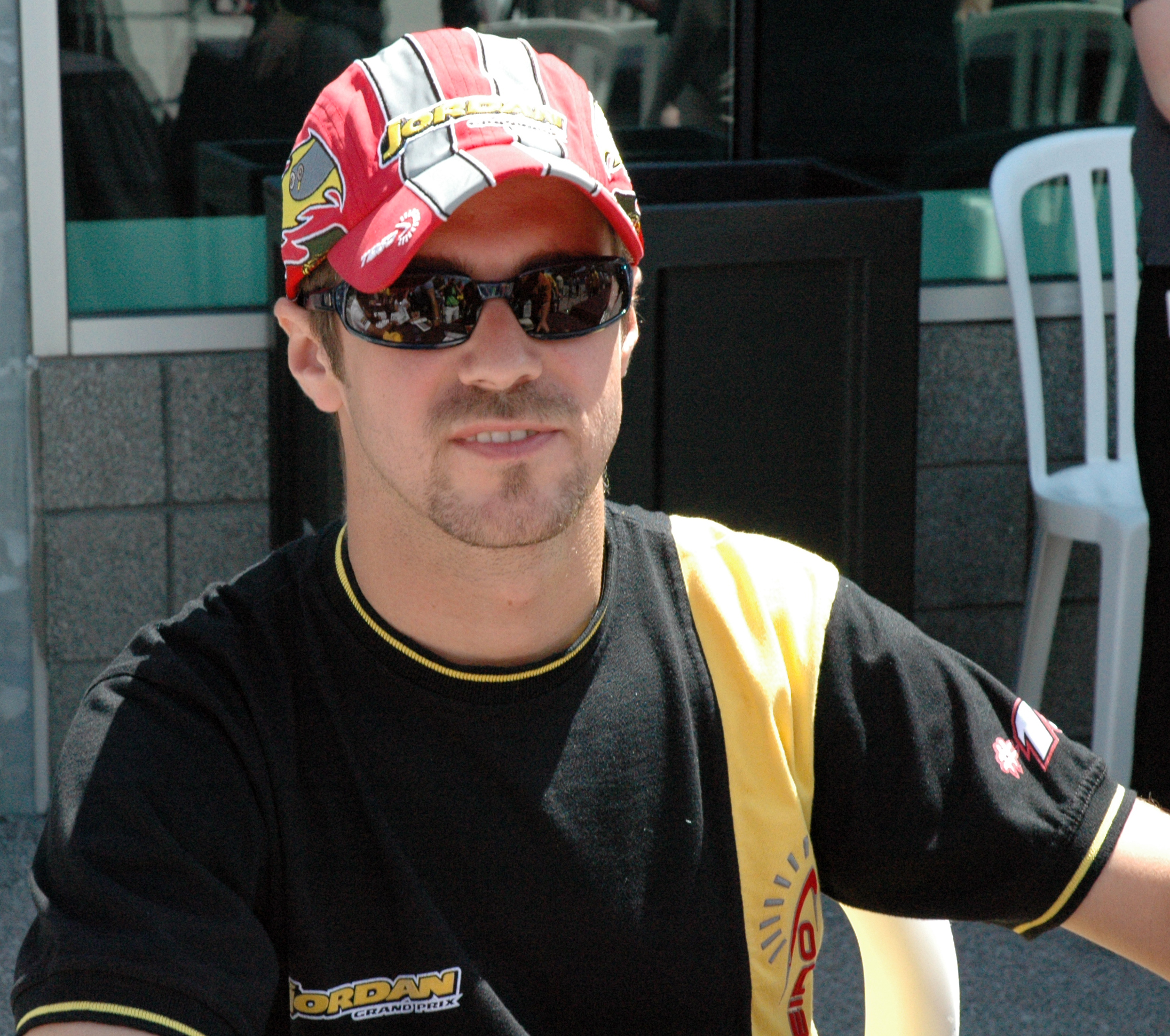
Tiago Monteiro en 2005

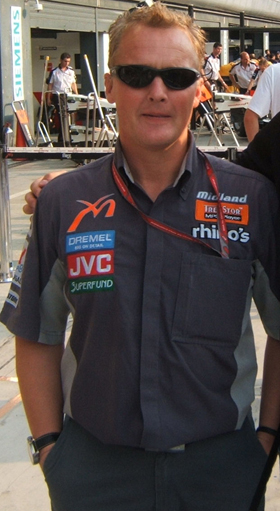
Johnny Herbert en 2006

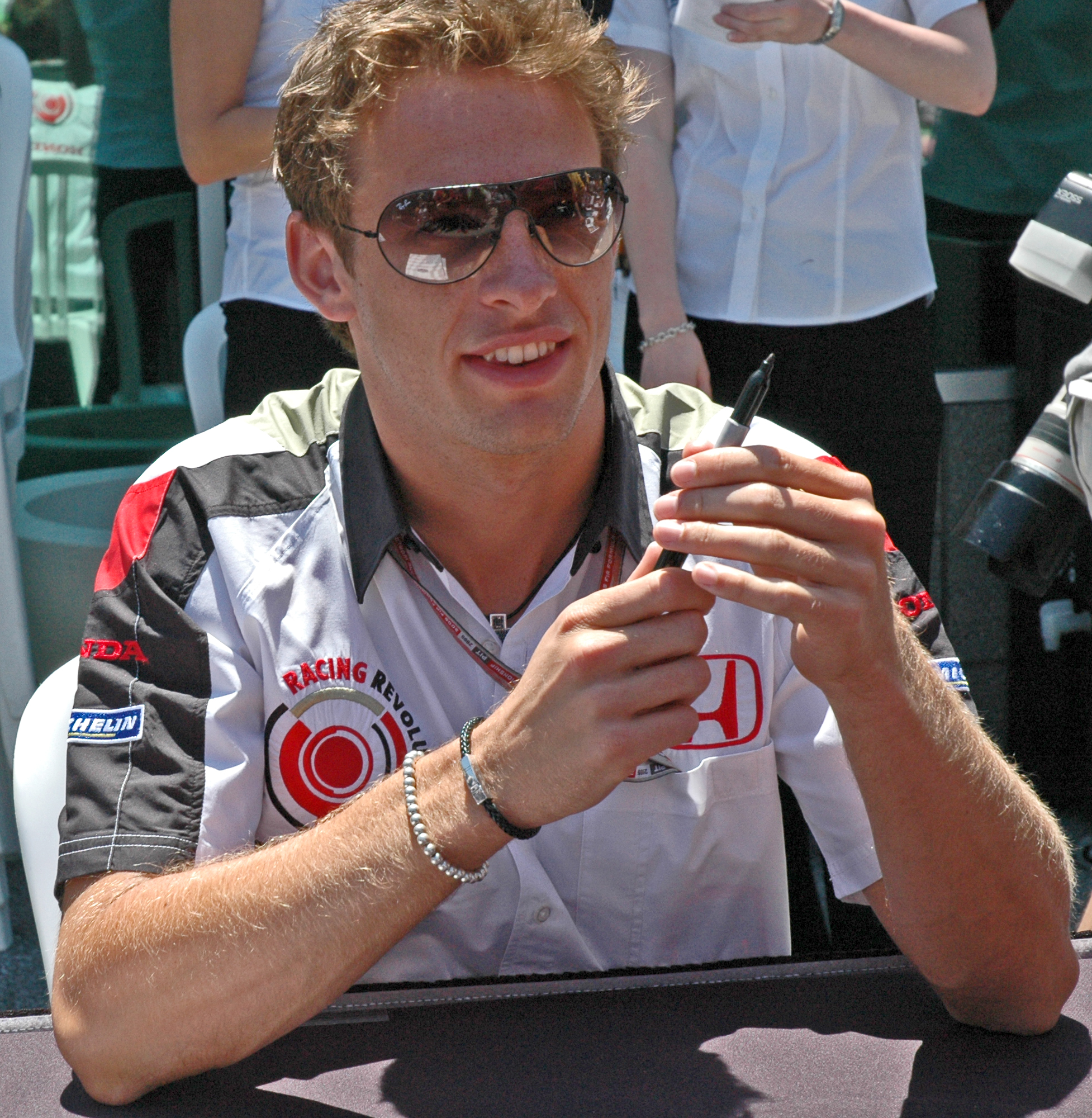
Jenson Button en 2005

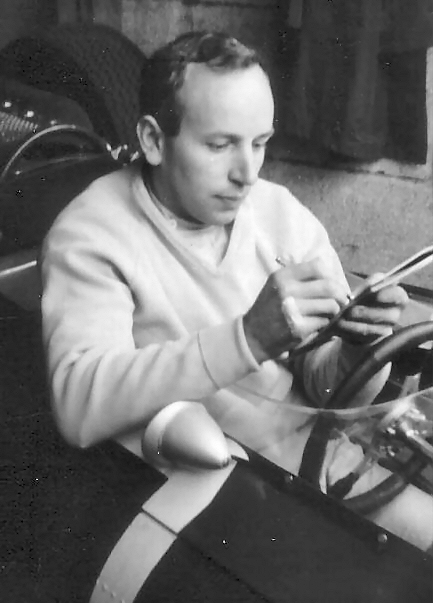
John Surtees en 1964

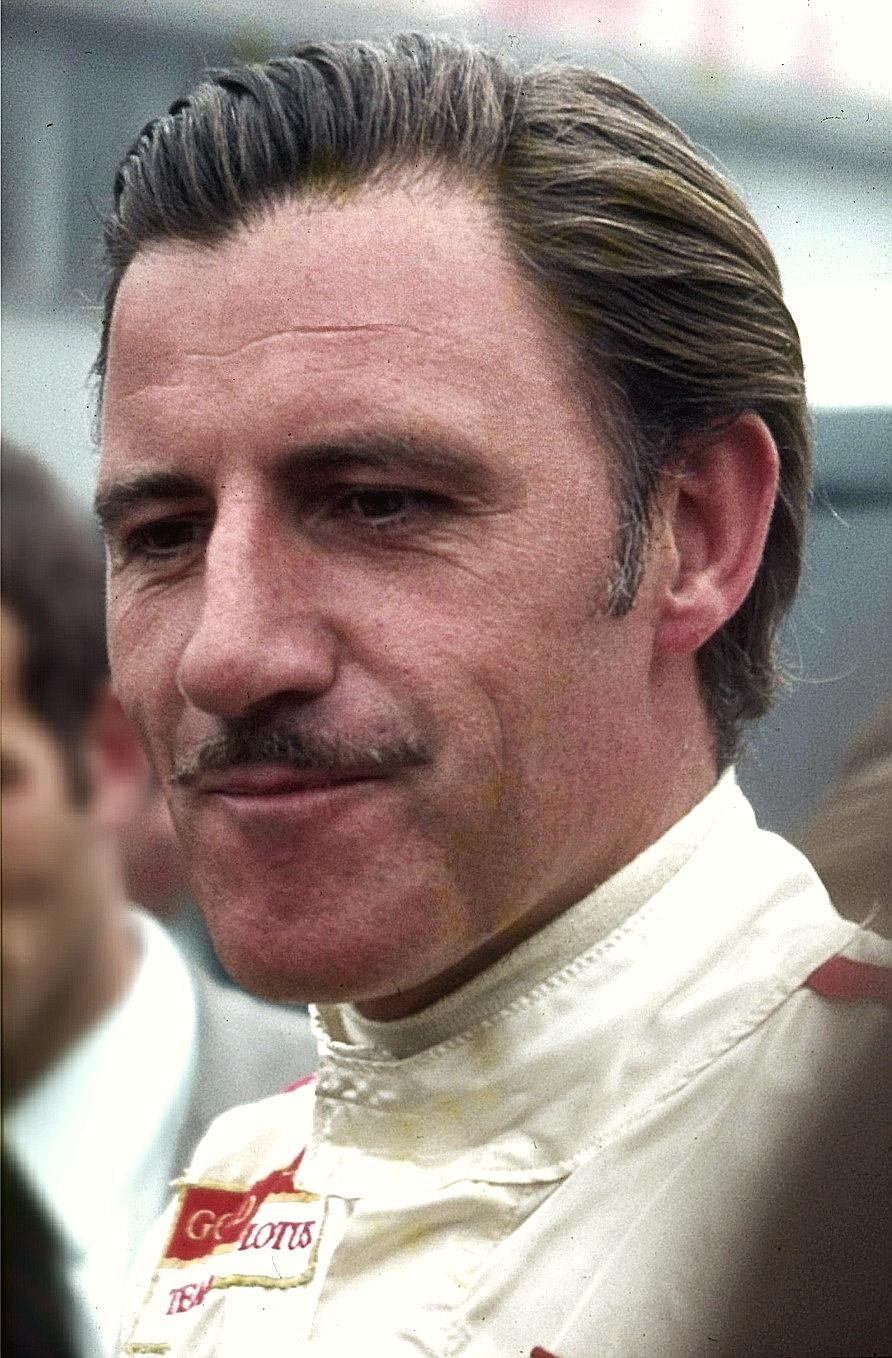
Graham Hill en 1966

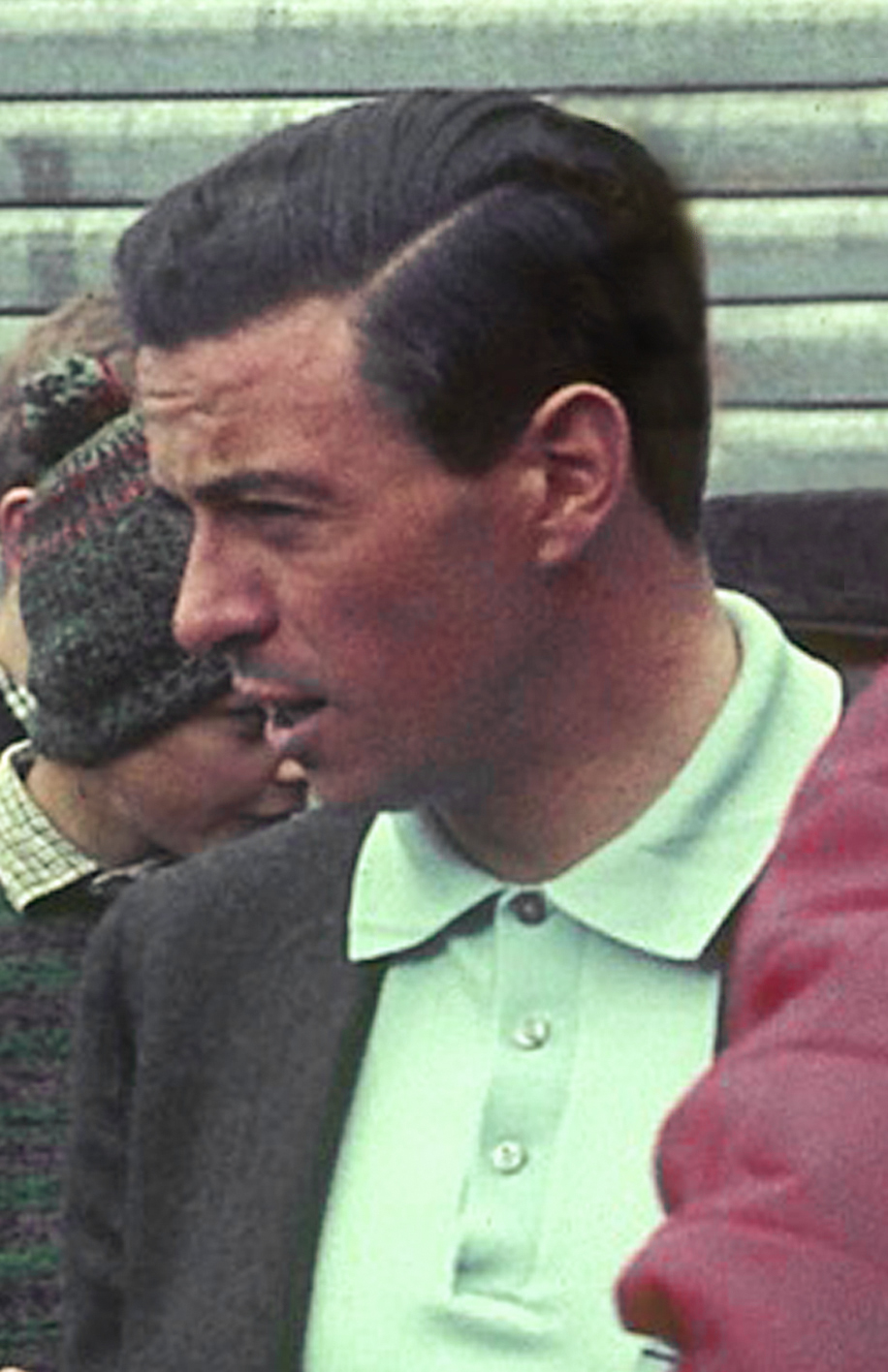
Jim Clark en 1966

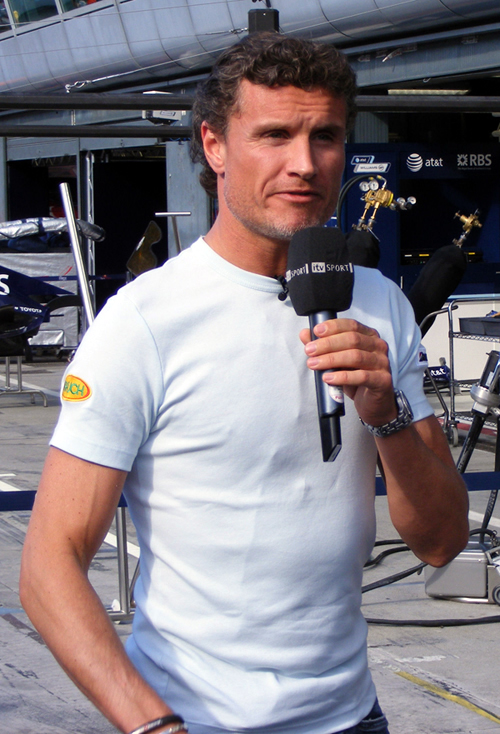
David Coulthard en 2007

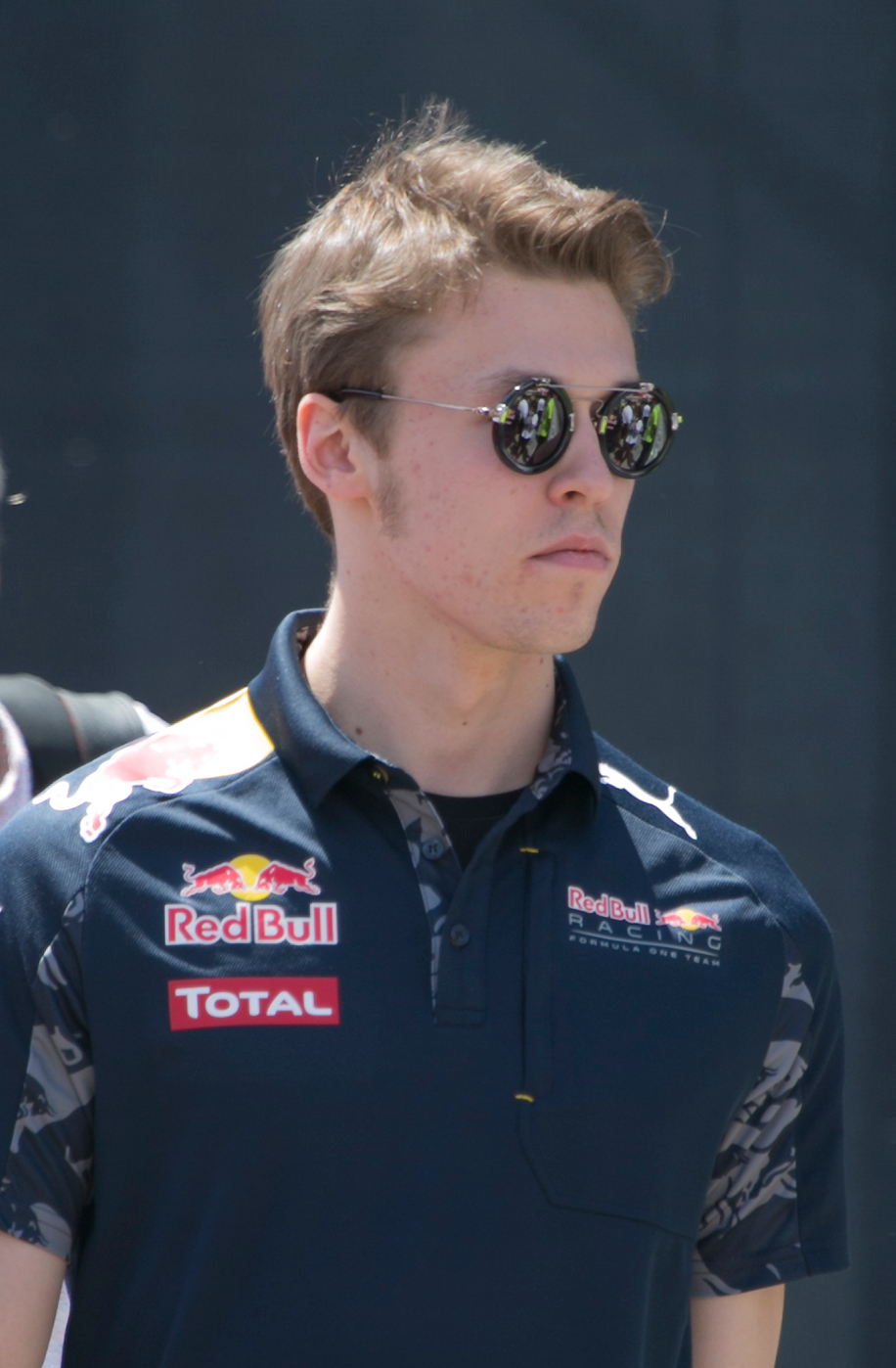
Daniil Kvyat en 2016.

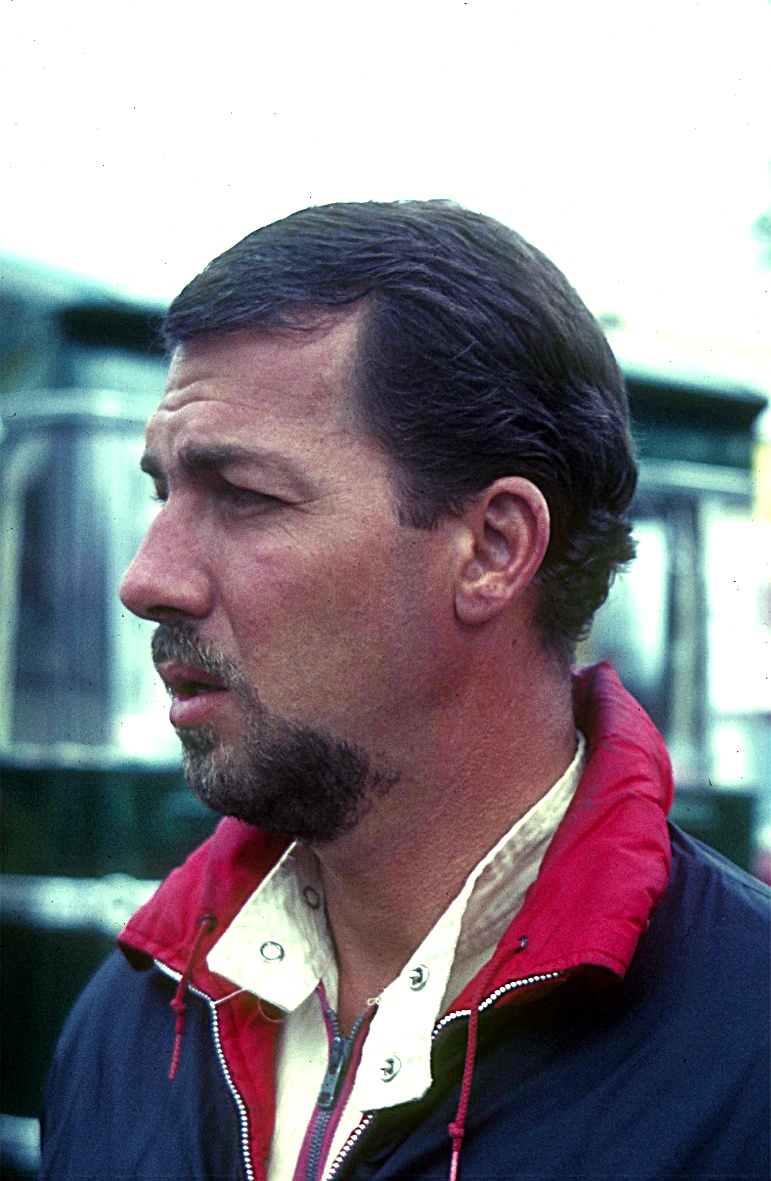
Joakim Bonnier en 1966

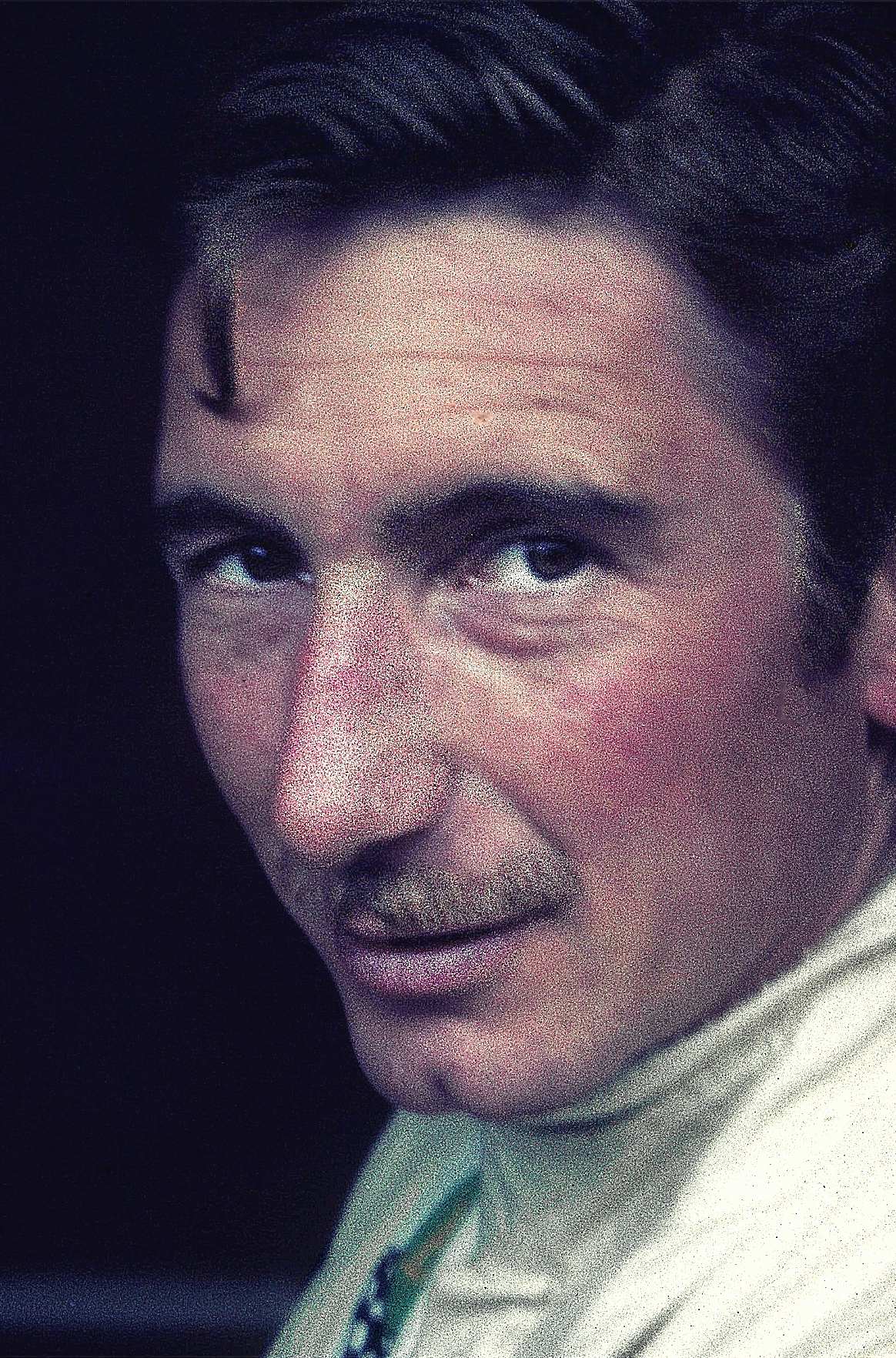
Jo Siffert en 1968

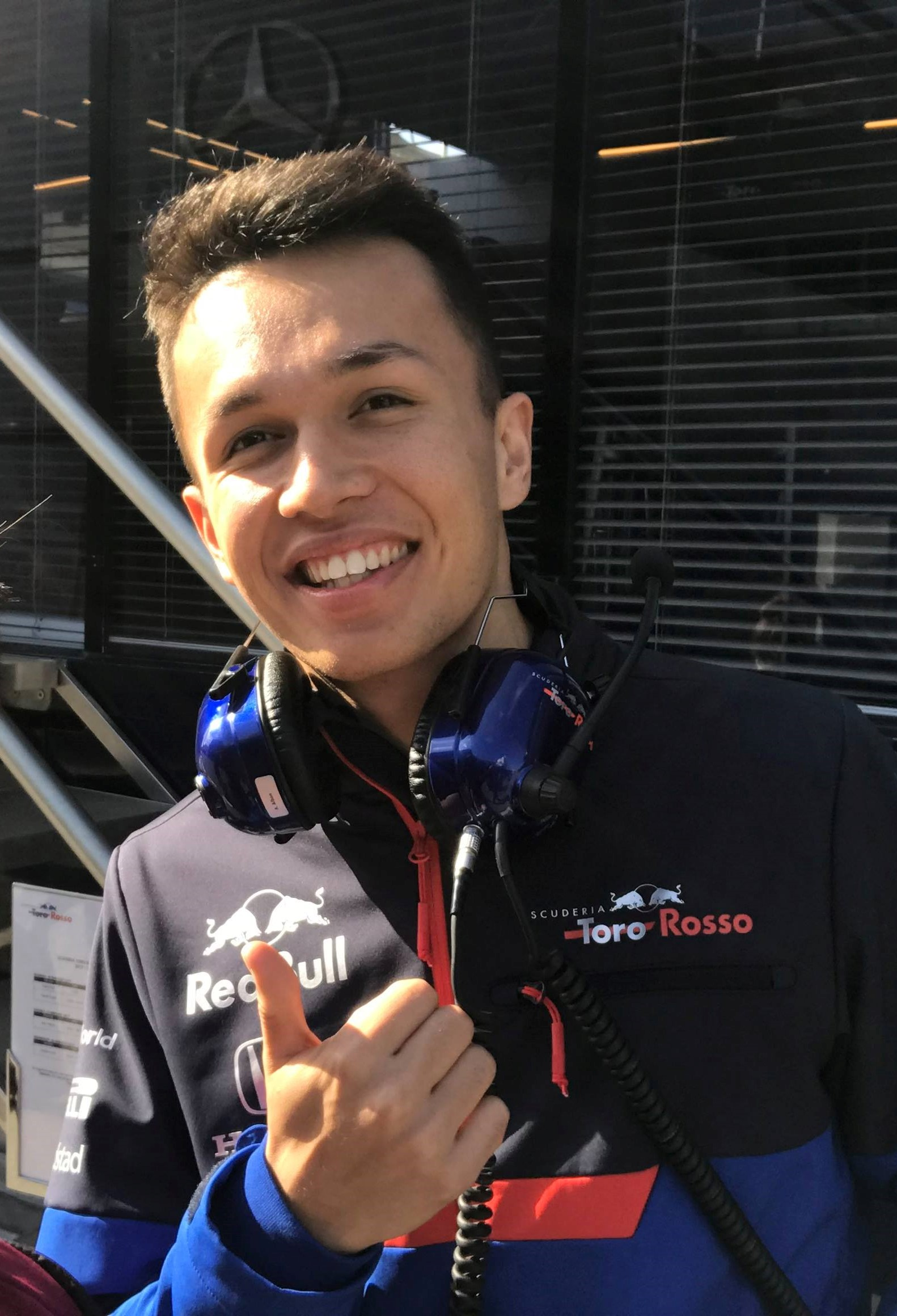
Alexander Albon en 2019.

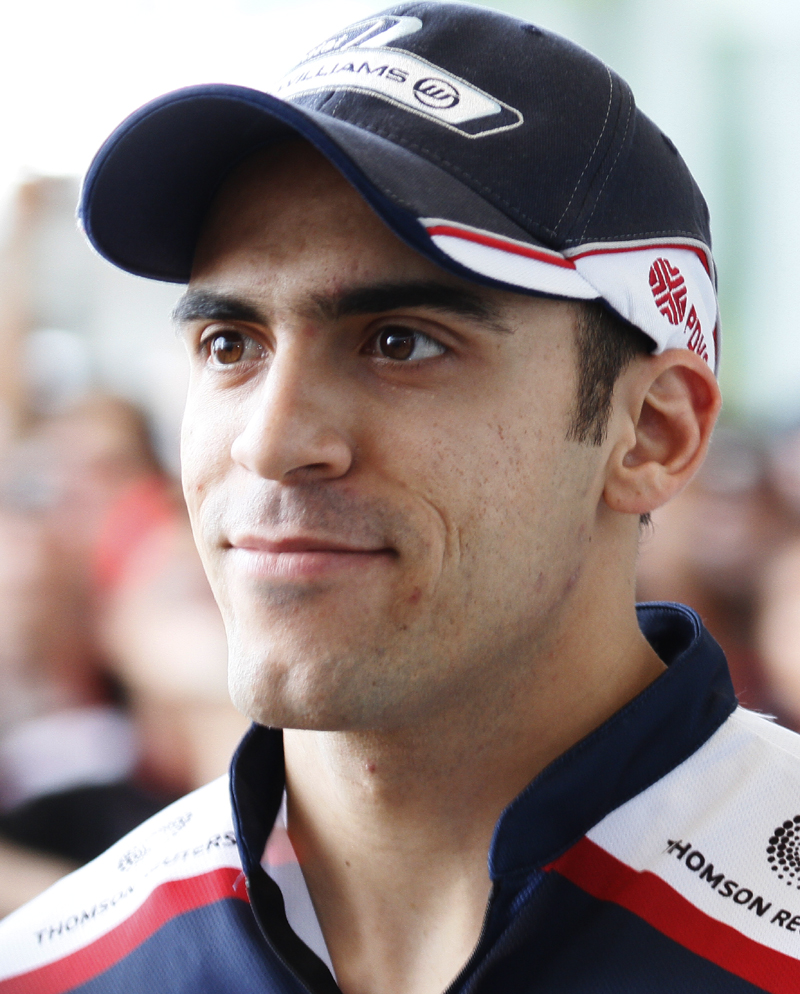
Pastor Maldonado en 2010

### Finlande
| Pilote            | Période des points marqués | Points |
| Valtteri Bottas   | 2013-2023                  | 1797   |
| Mika Häkkinen     | 1991-2001                  | 420    |
| Heikki Kovalainen | 2007-2009                  | 105    |
| JJ Lehto          | 1991, 1993-1994            | 10     |
| Kimi Räikkönen    | 2001-2009, 2012-2021       | 1873   |
| Keke Rosberg      | 1980, 1982-1986            | 159,50 |
| Mika Salo         | 1995-2000, 2002            | 33     |

### France
| Pilote                   | Période des points marqués       | Points |
| Jean Alesi               | 1989-1999, 2001                  | 241    |
| Philippe Alliot          | 1986-1987, 1989, 1993            | 7      |
| René Arnoux              | 1979-1989                        | 181    |
| Élie Bayol               | 1954                             | 2      |
| † Jean Behra             | 1952, 1954-1959                  | 51,14  |
| Jean-Pierre Beltoise     | 1968-1974                        | 77     |
| Éric Bernard             | 1990-1991, 1994                  | 10     |
| † Jules Bianchi          | 2014                             | 2      |
| Sébastien Bourdais       | 2008-2009                        | 6      |
| Jean-Christophe Boullion | 1995                             | 3      |
| † François Cevert        | 1970-1973                        | 89     |
| Eugène Chaboud           | 1950                             | 1      |
| Érik Comas               | 1992-1994                        | 7      |
| Hermano da Silva Ramos   | 1956                             | 2      |
| † Patrick Depailler      | 1974-1979                        | 141    |
| Philippe Étancelin       | 1950                             | 3      |
| Pierre Gasly             | 2018-2025                        | 456    |
| Yves Giraud-Cabantous    | 1950-1951                        | 5      |
| Romain Grosjean          | 2012-2020                        | 395    |
| Olivier Grouillard       | 1989                             | 1      |
| Isack Hadjar             | 2025                             | 21     |
| Jean-Pierre Jabouille    | 1978-1980                        | 21     |
| Jean-Pierre Jarier       | 1974-1975, 1977, 1979-1980, 1982 | 31,5   |
| Jacques Laffite          | 1975-1986                        | 228    |
| Guy Ligier               | 1967                             | 1      |
| Robert Manzon            | 1950, 1952, 1954                 | 16     |
| Esteban Ocon             | 2017-2018, 2020-2025             | 468    |
| Olivier Panis            | 1994-1997, 1999, 2001-2004       | 76     |
| Henri Pescarolo          | 1970-1971                        | 12     |
| Didier Pironi            | 1978-1982                        | 101    |
| Alain Prost              | 1980-1991, 1993                  | 798,5  |
| † Louis Rosier           | 1950, 1951, 1956                 | 18     |
| Johnny Servoz-Gavin      | 1968-1970                        | 9      |
| † Raymond Sommer         | 1950                             | 3      |
| Philippe Streiff         | 1985-1987                        | 11     |
| Patrick Tambay           | 1977-1978, 1981-1986             | 103    |
| Maurice Trintignant      | 1952-1955, 1957-1960, 1964       | 72,33  |
| Jean-Éric Vergne         | 2012-2014                        | 51     |

### Hongrie
| Pilote            | Période des points marqués | Points |
| Zsolt Baumgartner | 2004                       | 1      |

### Inde
| Pilote             | Période des points marqués | Points |
| Narain Karthikeyan | 2005                       | 5      |

### Irlande
| Pilote       | Période des points marqués | Points |
| Derek Daly   | 1978, 1980, 1982           | 15     |
| Ralph Firman | 2003                       | 1      |

### Italie
| Pilote                | Période des points marqués            | Points |
| Andrea de Adamich     | 1972-1973                             | 6      |
| † Michele Alboreto    | 1982-1989, 1992, 1994                 | 186,5  |
| † Elio De Angelis     | 1979-1985                             | 122    |
| Andrea Kimi Antonelli | 2025                                  | 64     |
| † Alberto Ascari      | 1950-1954                             | 140,14 |
| Giancarlo Baghetti    | 1961-1962                             | 14     |
| Mauro Baldi           | 1982-1983                             | 5      |
| † Lorenzo Bandini     | 1962-1967                             | 58     |
| Fabrizio Barbazza     | 1993                                  | 2      |
| † Felice Bonetto      | 1950-1953                             | 17,5   |
| Vittorio Brambilla    | 1974-1978                             | 15,5   |
| Giulio Cabianca       | 1960                                  | 3      |
| Alex Caffi            | 1989-1990                             | 6      |
| Ivan Capelli          | 1985, 1987-1988, 1990-1992            | 31     |
| † Eugenio Castellotti | 1955-1956                             | 19,5   |
| Andrea De Cesaris     | 1981-1985, 1987-1989, 1991-1992, 1994 | 59     |
| Teo Fabi              | 1984, 1986-1987                       | 23     |
| † Luigi Fagioli       | 1950-1951                             | 32     |
| Giuseppe Farina       | 1950-1955                             | 127,33 |
| Giancarlo Fisichella  | 1997-2007, 2009                       | 275    |
| Gerino Gerini         | 1956                                  | 1,5    |
| Piercarlo Ghinzani    | 1984                                  | 2      |
| Bruno Giacomelli      | 1980-1983                             | 14     |
| Antonio Giovinazzi    | 2019-2021                             | 21     |
| † Ignazio Giunti      | 1970                                  | 3      |
| Nicola Larini         | 1994, 1997                            | 7      |
| Vitantonio Liuzzi     | 2005-2007, 2010                       | 26     |
| Lella Lombardi        | 1975                                  | 0,5    |
| Umberto Maglioli      | 1954-1955                             | 3,33   |
| Sergio Mantovani      | 1954                                  | 4      |
| Pierluigi Martini     | 1988-1989, 1991-1992, 1994            | 18     |
| Arturo Merzario       | 1972-1974                             | 11     |
| Stefano Modena        | 1989-1992                             | 17     |
| Gianni Morbidelli     | 1991, 1994-1995                       | 8,5    |
| † Luigi Musso         | 1954-1958                             | 44     |
| Alessandro Nannini    | 1988-1990                             | 65     |
| Riccardo Patrese      | 1977-1984, 1986-1993                  | 281    |
| Cesare Perdisa        | 1955-1956                             | 5      |
| Emanuele Pirro        | 1989, 1991                            | 3      |
| Consalvo Sanesi       | 1951                                  | 3      |
| † Ludovico Scarfiotti | 1963, 1966-1968                       | 17     |
| Giorgio Scarlatti     | 1957                                  | 1      |
| Dorino Serafini       | 1950                                  | 3      |
| Gabriele Tarquini     | 1989                                  | 1      |
| Piero Taruffi         | 1951-1952, 1955                       | 41     |
| Jarno Trulli          | 1997-2009                             | 246,5  |
| Luigi Villoresi       | 1951-1956                             | 49     |
| Alessandro Zanardi    | 1993                                  | 1      |
| Renzo Zorzi           | 1977                                  | 1      |

### Japon
| Pilote          | Période des points marqués | Points |
| Ukyo Katayama   | 1994                       | 5      |
| Kamui Kobayashi | 2009-2012                  | 125    |
| Kazuki Nakajima | 2008                       | 9      |
| Satoru Nakajima | 1987-1991                  | 16     |
| Shinji Nakano   | 1997                       | 2      |
| Takuma Satō     | 2002-2005, 2007            | 44     |
| Aguri Suzuki    | 1990-1991, 1995            | 8      |
| Yuki Tsunoda    | 2021-2025                  | 101    |

### Mexique
| Pilote              | Période des points marqués | Points |
| Esteban Gutiérrez   | 2013                       | 6      |
| Héctor Rebaque      | 1978, 1980, 1981           | 13     |
| † Pedro Rodriguez   | 1964-1965, 1967-1971       | 71     |
| † Ricardo Rodriguez | 1962                       | 4      |
| Sergio Pérez        | 2011-2024                  | 1638   |

### Monaco
| Pilote          | Période des points marqués | Points |
| Louis Chiron    | 1950                       | 4      |
| Charles Leclerc | 2018-2025                  | 1581   |

### Nouvelle-Zélande
| Pilote          | Période des points marqués | Points |
| Chris Amon      | 1964, 1967-1973, 1976      | 83     |
| Howden Ganley   | 1971-1973                  | 10     |
| Brendon Hartley | 2018                       | 4      |
| † Denny Hulme   | 1965-1974                  | 248    |
| Liam Lawson     | 2023-2025                  | 26     |
| † Bruce McLaren | 1959-1970                  | 196,5  |

### Pays-Bas
| Pilote                    | Période des points marqués | Points |
| Christijan Albers         | 2005                       | 4      |
| † Carel Godin de Beaufort | 1962-1963                  | 4      |
| Gijs van Lennep           | 1973, 1975                 | 2      |
| Jos Verstappen            | 1994, 1996, 2000, 2001     | 17     |
| Max Verstappen            | 2015-2025                  | 3210,5 |
| Nyck de Vries             | 2022                       | 2      |

### Pologne
| Pilote        | Période des points marqués | Points |
| Robert Kubica | 2006-2010, 2019            | 274    |

### Portugal
| Pilote         | Période des points marqués | Points |
| Pedro Lamy     | 1995                       | 1      |
| Tiago Monteiro | 2005                       | 7      |

### Rhodésie du Sud
| Pilote    | Période des points marqués | Points |
| John Love | 1967                       | 6      |

### Royaume-Uni
| Pilote               | Période des points marqués | Points |
| Cliff Allison        | 1958-1960                  | 11     |
| Bob Anderson         | 1964, 1966-1967            | 8      |
| Peter Arundell       | 1964, 1966                 | 12     |
| Richard Attwood      | 1965, 1968-1969            | 11     |
| Julian Bailey        | 1991                       | 1      |
| Oliver Bearman       | 2024-2025                  | 13     |
| Derek Bell           | 1970                       | 1      |
| Mark Blundell        | 1991, 1993-1995            | 32     |
| † Tony Brise         | 1975                       | 1      |
| Tony Brooks          | 1957-1961                  | 75     |
| Alan Brown           | 1952                       | 2      |
| Martin Brundle       | 1986-1987, 1989, 1991-1996 | 98     |
| Jenson Button        | 2000-2016                  | 1235   |
| † Jim Clark          | 1960-1968                  | 274    |
| † Peter Collins      | 1956-1958                  | 47     |
| David Coulthard      | 1994-2008                  | 535    |
| † Piers Courage      | 1968-1969                  | 20     |
| Johnny Dumfries      | 1986                       | 3      |
| Vic Elford           | 1968-1969                  | 8      |
| Jack Fairman         | 1956                       | 5      |
| Ron Flockhart        | 1956, 1960                 | 5      |
| Peter Gethin         | 1970-1972                  | 11     |
| Horace Gould         | 1956                       | 2      |
| Mike Hailwood        | 1964, 1971-1972, 1974      | 29     |
| Lewis Hamilton       | 2007-2025                  | 4971,5 |
| Mike Hawthorn        | 1952-1954, 1956-1958       | 127,64 |
| Johnny Herbert       | 1989, 1992-1993, 1995-1999 | 98     |
| Damon Hill           | 1993-1999                  | 360    |
| Graham Hill          | 1960-1972, 1974            | 289    |
| James Hunt           | 1973-1978                  | 179    |
| Innes Ireland        | 1959-1966                  | 47     |
| Eddie Irvine         | 1993-2002                  | 191    |
| Chris Irwin          | 1967                       | 2      |
| Jackie Lewis         | 1961                       | 3      |
| † Stuart Lewis-Evans | 1957-1958                  | 16     |
| Nigel Mansell        | 1981-1992, 1994            | 482    |
| John Miles           | 1970                       | 2      |
| Stirling Moss        | 1954-1961                  | 186,64 |
| Lando Norris         | 2019-2025                  | 1282   |
| Jackie Oliver        | 1968-1970, 1973            | 13     |
| Jolyon Palmer        | 2016-2017                  | 9      |
| Jonathan Palmer      | 1987-1989                  | 14     |
| Mike Parkes          | 1966-1967                  | 14     |
| Reg Parnell          | 1950-1951                  | 9      |
| Dennis Poore         | 1952                       | 3      |
| † Tom Pryce          | 1974-1976                  | 19     |
| Brian Redman         | 1968, 1972                 | 8      |
| Paul di Resta        | 2011-2013                  | 121    |
| George Russell       | 2020-2025                  | 886    |
| Roy Salvadori        | 1957-1958, 1961            | 19     |
| † Mike Spence        | 1964-1967                  | 27     |
| Jackie Stewart       | 1965-1973                  | 360    |
| John Surtees         | 1960-1971                  | 180    |
| Henry Taylor         | 1960                       | 3      |
| John Taylor          | 1966                       | 1      |
| Trevor Taylor        | 1962-1964                  | 8      |
| Eric Thompson        | 1952                       | 2      |
| Derek Warwick        | 1983-1985, 1987-1990, 1993 | 71     |
| John Watson          | 1974, 1976-1983            | 169    |
| † Ken Wharton        | 1952                       | 3      |
| † Peter Whitehead    | 1950                       | 4      |
| † Justin Wilson      | 2003                       | 1      |

### Russie
| Pilote          | Période des points marqués | Points |
| Daniil Kvyat    | 2014-2017, 2019-2020       | 202    |
| Vitaly Petrov   | 2010-2011                  | 64     |
| Sergey Sirotkin | 2018                       | 1      |

### Suède
| Pilote            | Période des points marqués | Points |
| † Joakim Bonnier  | 1958-1964, 1966-1968       | 39     |
| Slim Borgudd      | 1981                       | 1      |
| Marcus Ericsson   | 2015, 2018                 | 18     |
| Stefan Johansson  | 1984-1987, 1989            | 88     |
| Gunnar Nilsson    | 1976-1977                  | 31     |
| † Ronnie Peterson | 1971-1978                  | 206    |
| Reine Wisell      | 1970-1971                  | 13     |

### Suisse
| Pilote                  | Période des points marqués | Points |
| Sébastien Buemi         | 2009-2011                  | 29     |
| Rudi Fischer            | 1952                       | 10     |
| Emmanuel de Graffenried | 1951, 1953                 | 9      |
| † Silvio Moser          | 1968, 1969                 | 3      |
| Clay Regazzoni          | 1970-1979                  | 212    |
| † Joseph Siffert        | 1963-1969, 1971            | 68     |
| Marc Surer              | 1981-1985                  | 17     |

### Thaïlande
| Pilote                              | Période des points marqués | Points |
| Alexander Albon                     | 2019-2020, 2022-2025       | 294    |
| Birabongse Bhanuban dit Prince Bira | 1950, 1954                 | 8      |

### Venezuela
| Pilote           | Période des points marqués | Points |
| Johnny Cecotto   | 1983                       | 1      |
| Pastor Maldonado | 2011-2015                  | 76     |